# 厳島

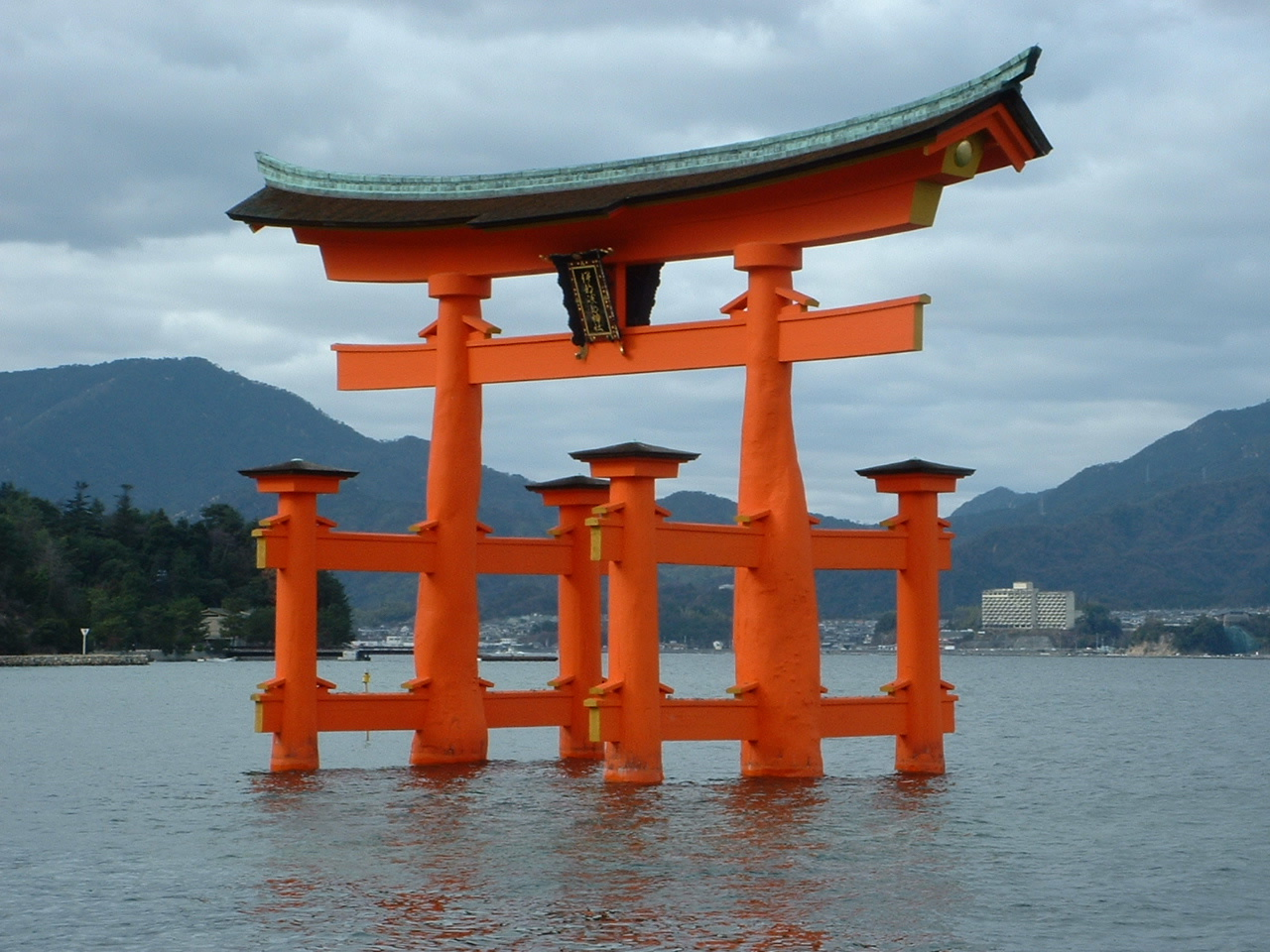
厳島神社大鳥居（満潮時）

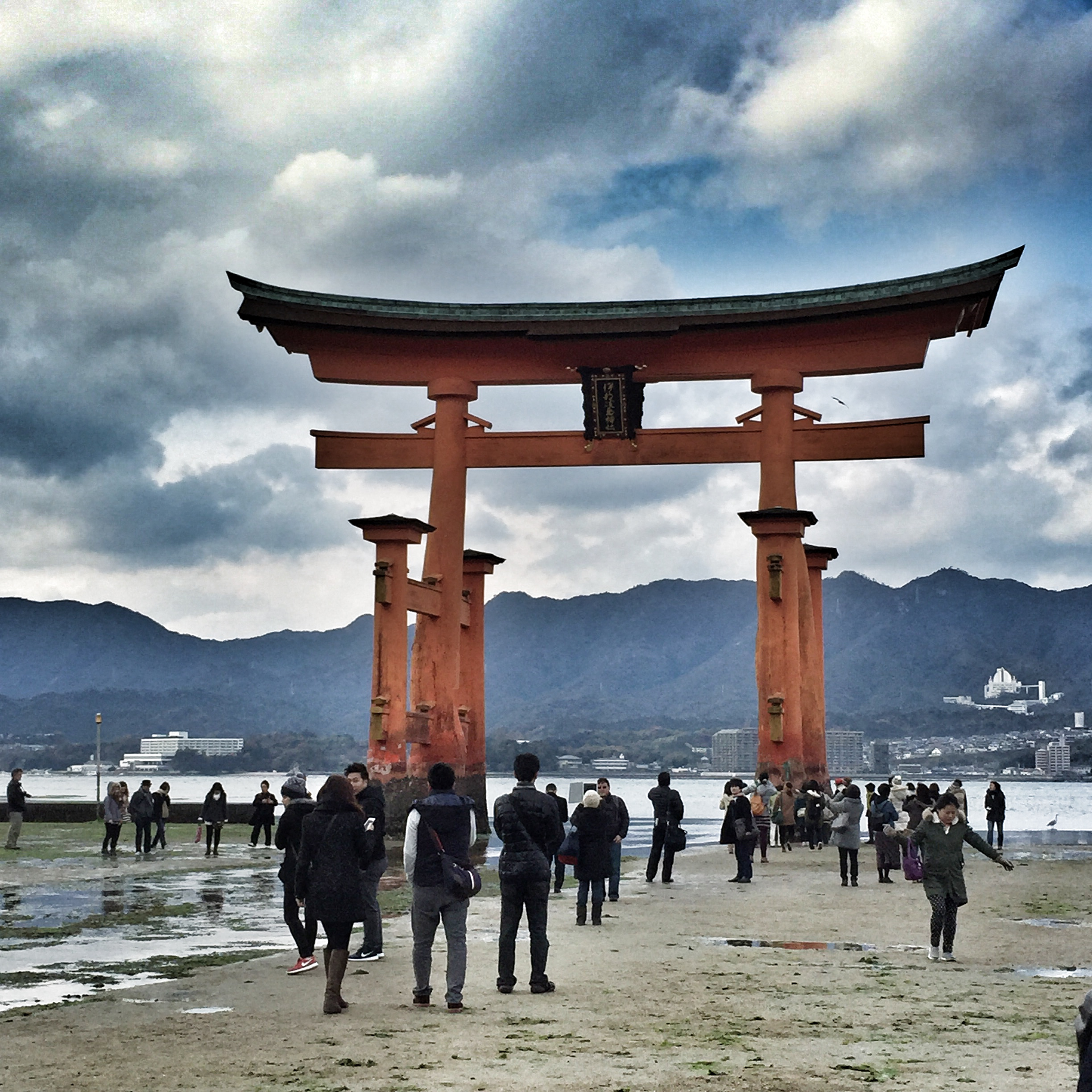
（干潮時）

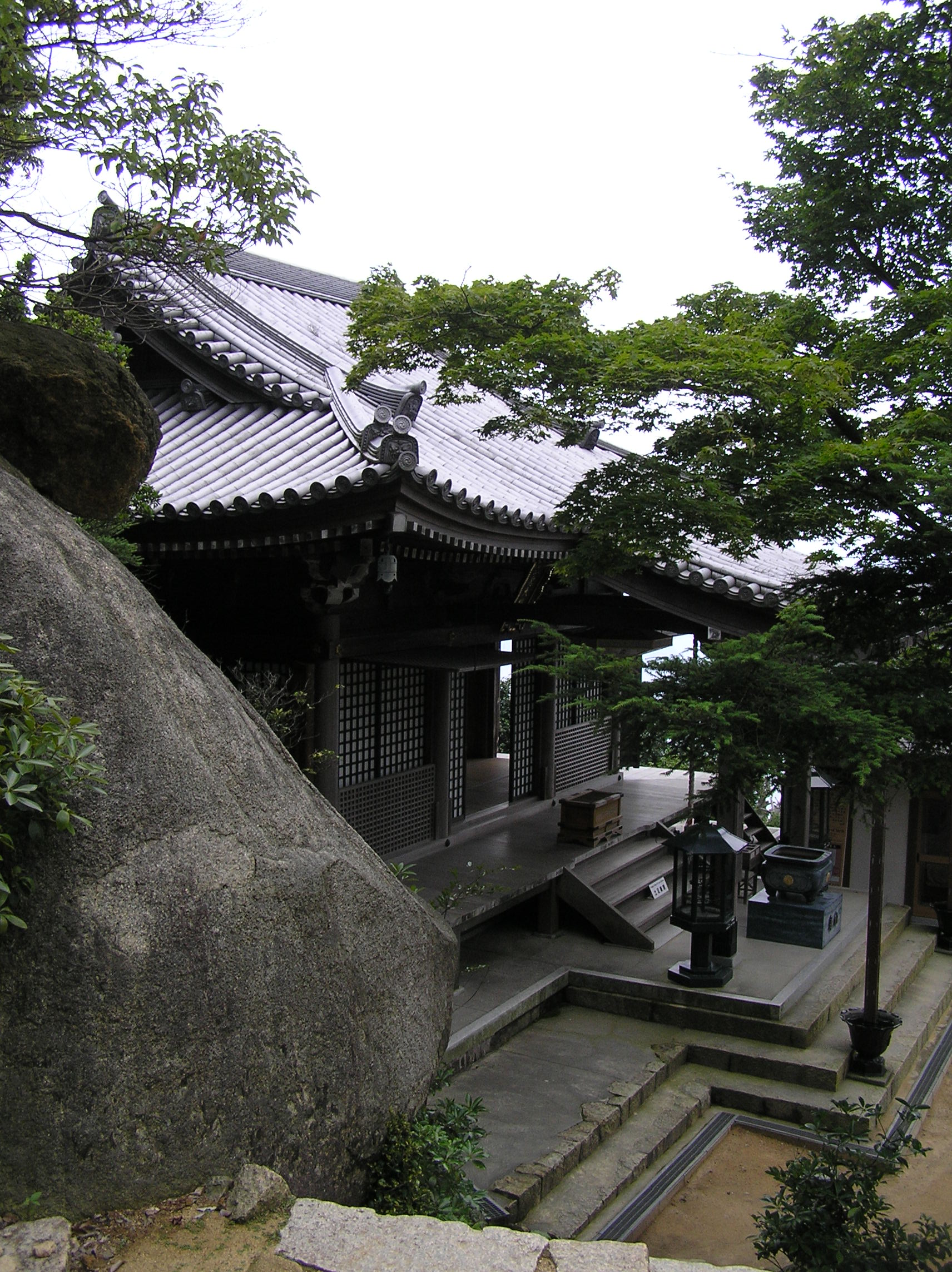
三鬼権現堂
（弥山山頂付近に所在）

厳島（いつくしま）は、広島県廿日市市宮島町にある島。瀬戸内海西部、広島湾の北西部に位置する。通称は安芸の宮島（あきのみやじま）、または宮島。

## 概要
古代より、島そのものが自然崇拝の対象であったと考えられる。平安時代末期以降は、厳島神社の影響力の強さや海上交通の拠点としての重要性から、たびたび歴史の表舞台に登場するようになった。江戸時代中期には、丹後国（現・京都府北部）の天橋立、陸奥国（現・東北地方東部の宮城県）の松島と並ぶ、日本三景の一つに挙げられる景勝地として広く知られることにもなり、日本屈指の参詣地・観光地として栄えるようになった。現在では人口1800人余りの島に国内外から年間400万人を超える観光客（参詣や登山目的を含む）が訪れる。廿日市市発表によると2024年の宮島地区への入り込み観光客数は過去最高の485万人。統計の残る1964年（昭和39年）以降、基本的に年間200万人台で推移していたが2007年以降300万人台、2011年以降400万人台と増加傾向が顕著になっている（2020年～2022年はコロナ禍により一時急減した）。
海外からの観光客にも人気が高い。すでに2011年にはトリップアドバイザーが「外国人に人気の日本の観光スポット」トップ20の第1位と発表した。原爆ドームとならんで広島県の代名詞的存在の一つである。
景勝地としての厳島の中心は、厳島神社である。海上に浮かぶ朱塗りの大鳥居と社殿で知られる厳島神社は、平安時代末期に平清盛が厚く庇護したことで大きく発展した。厳島神社社殿群の構成は、平安時代の寝殿造の様式を基本としているが、社殿が海上に立地していることが特徴的である。正式な参詣経路は厳島と対岸を隔てる大野瀬戸から船で大鳥居をくぐって、有浦（ありのうら）と呼ばれる小さな湾の奥に位置する社殿に船を着けて参詣するものとされていた。海上から望む壮麗な社殿および借景としての神社背後の急峻な山々という構図は、平清盛の卓越した発想によるものである。現在、本殿・幣殿・拝殿・祓殿・廻廊（いずれも国宝）などのほか、能舞台など主要な建造物はすべて国宝または国の重要文化財に指定されている。皇族・貴族や武将、商人たちが奉納した美術工芸品・武具類にも貴重なものが多く、中でも清盛が奉納した「平家納経」（国宝）は、平家の栄華を天下に示すものとして豪華絢爛たる装飾が施されており、日本美術史上特筆すべき作品の一つとされる。厳島神社および弥山原始林は、1996年（平成8年）にユネスコ世界遺産に登録されている。海岸の一部は2012年（平成24年）7月3日、ミヤジマトンボの生息地としてラムサール条約に登録された。
島の最高峰・弥山（標高535メートル）山頂から望む瀬戸内海の多島美も人気があり、毎年元旦未明には初日の出を目指す人で混み合う。この地を愛した伊藤博文は「日本三景の一の真価は弥山頂上からの眺望に有り」と絶賛し、それがきっかけで明治時代後期に弥山への一般登山路が整備された。1900年（明治33年）に定期航路が開設されると、旧来の渡し船に依存していた交通が改善し、島への参拝客・観光客が急増した。
島の全域（周辺海域を含む）が1934年（昭和9年）に瀬戸内海国立公園に編入され、自然公園法が定める特別保護区域となっている。1952年（昭和27年）には国の特別史跡及び特別名勝に指定され、弥山の原始林は国の天然記念物に指定されている。
かつて島全体が佐伯郡宮島町と一致していたが、2005年（平成17年）に廿日市市と合併した。
島内には2021年（令和3年）8月2日、厳島神社付近の町並みは「廿日市市宮島町伝統的建造物群保存地区」として重要伝統的建造物群保存地区に選定された。

### 名称

#### 厳島
「いつくしま（厳島、異表記：嚴島、嚴嶋ほか）」という地名は、「イツク（斎く。意：心身のけがれを除き、身を清めて神に仕える）+ シマ（島）」から来ていると考えられており、厳島神社の祭神の筆頭に挙げられる女神・イチキシマヒメ（市杵島姫）の名に由来するか、少なくとも同根語である。厳島神社縁起の伝えるところでは、スサノオ（素戔男）の娘とされる宗像三女神、すなわち、イチキシマヒメ（市杵島姫）、タゴリヒメ（田心姫。タキリビメの別名）、タギツヒメ（湍津姫）の3柱は、2羽の神鴉（しんあ。神使の鴉〈カラス〉）に導かれ、現在厳島神社のある場所に鎮座した。
島の名として「嚴嶋大明神」のように平安時代からの用例がある。江戸時代前期の寛永20年（1643年）に儒学者・林春斎（林鵞峰）が著した『日本国事跡考』のうちの陸奥国のくだりにある、いわゆる「三処奇観（さんじょきかん）」の一文にもその名が見える。この景観評価は「日本三景」の由来となった。

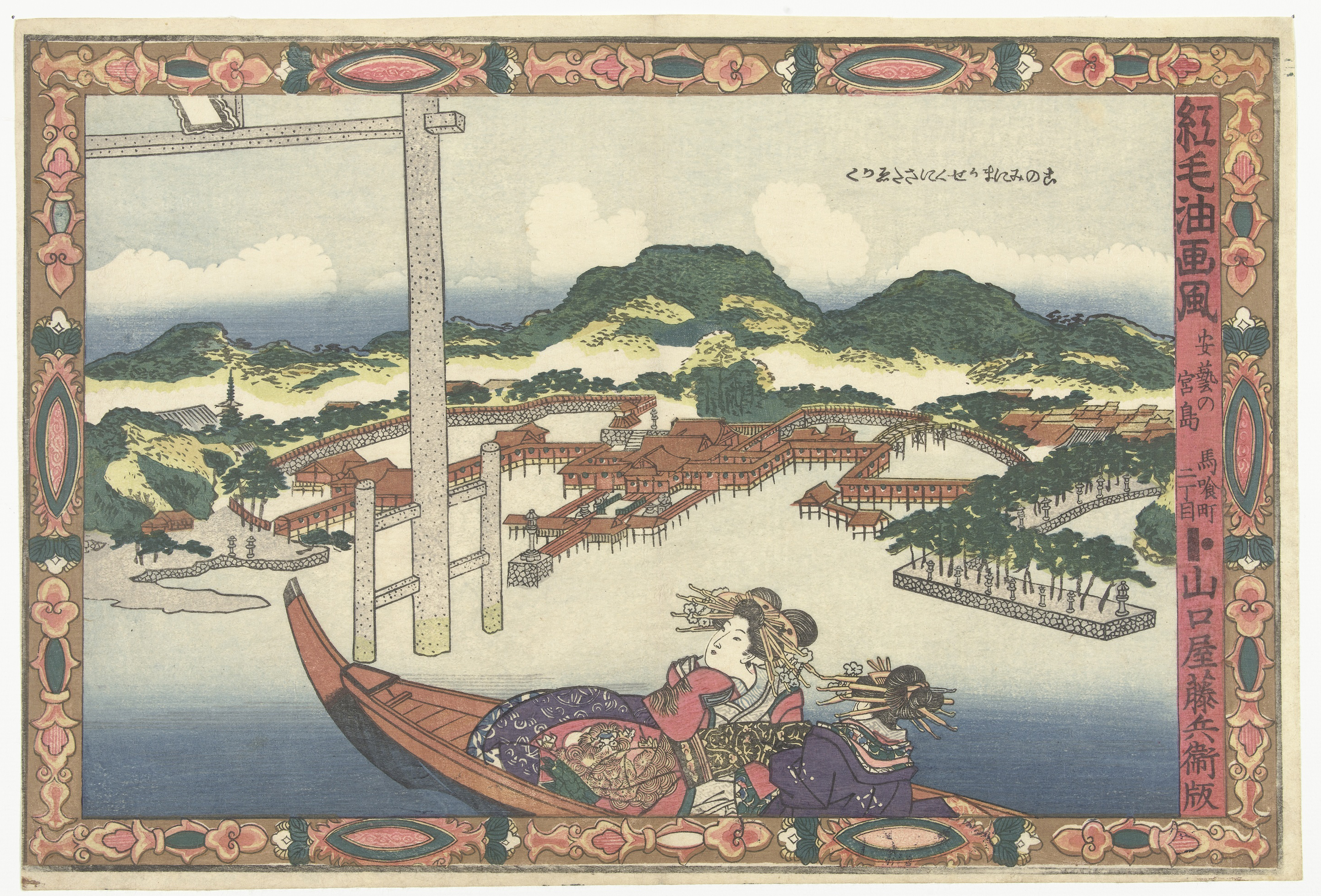
歌川国貞『紅毛油絵風 安芸の宮島』

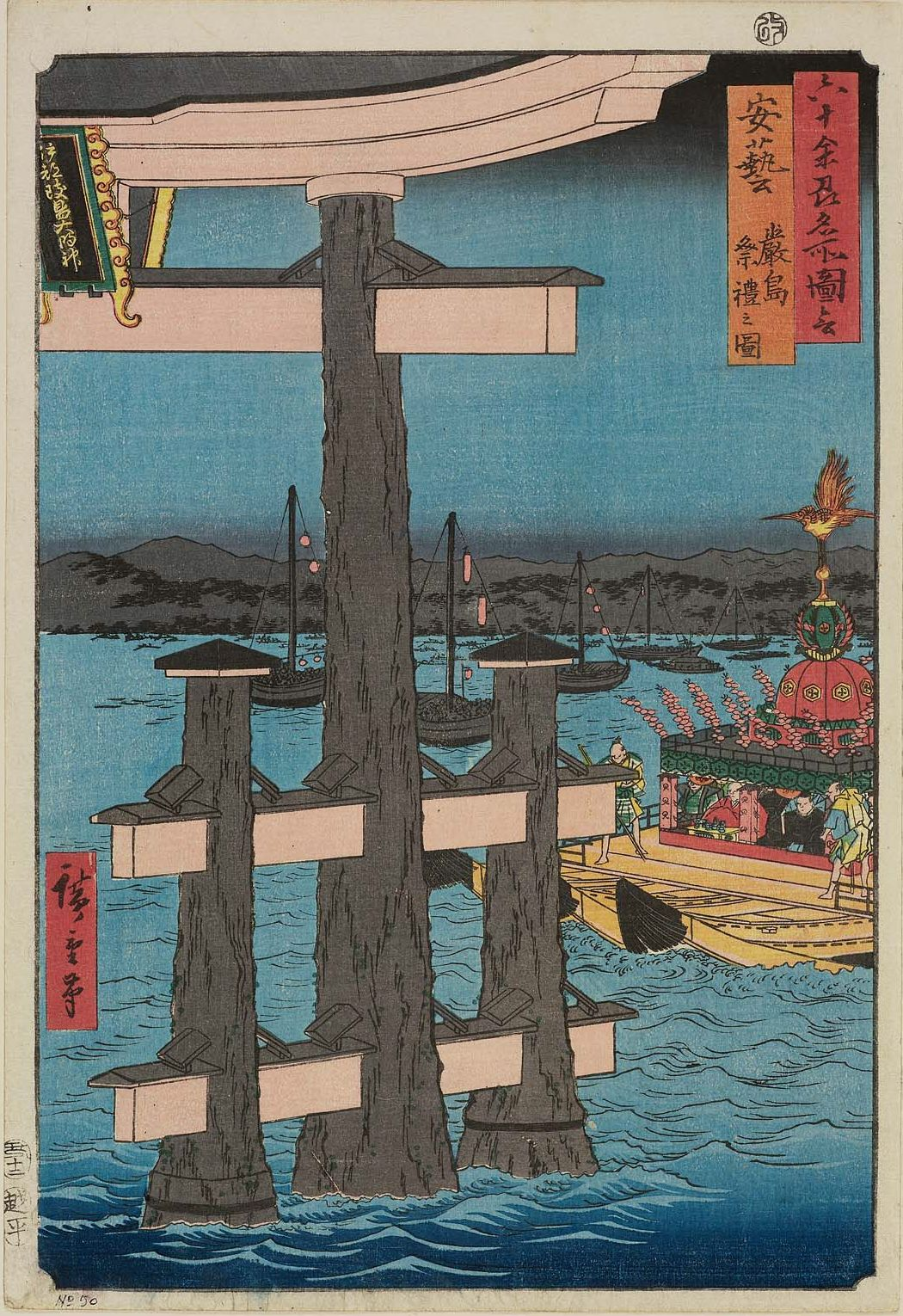
歌川広重『六十余州名所図会 安芸 巌島 祭礼之図』

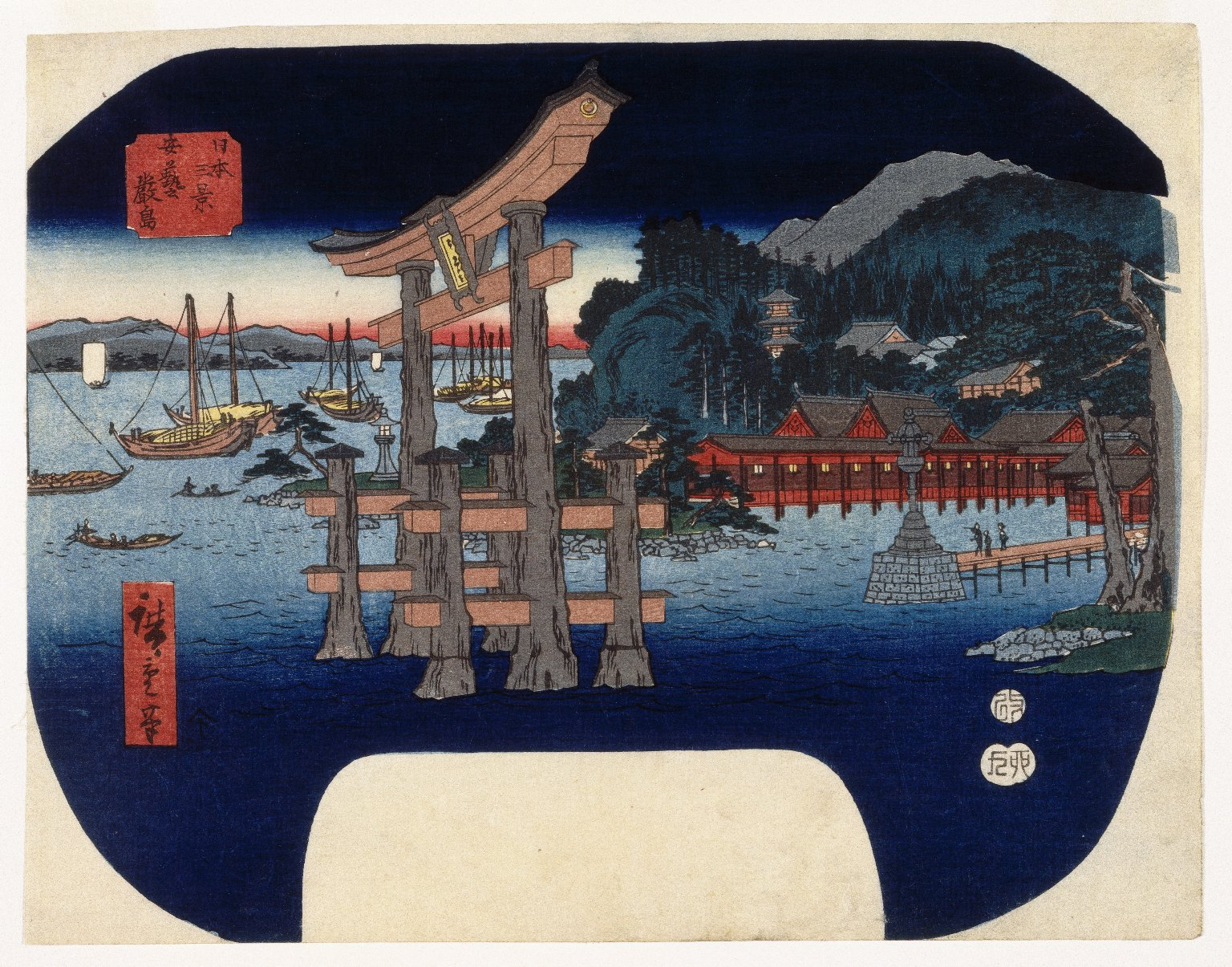
歌川広重『日本三景 安芸 厳島』

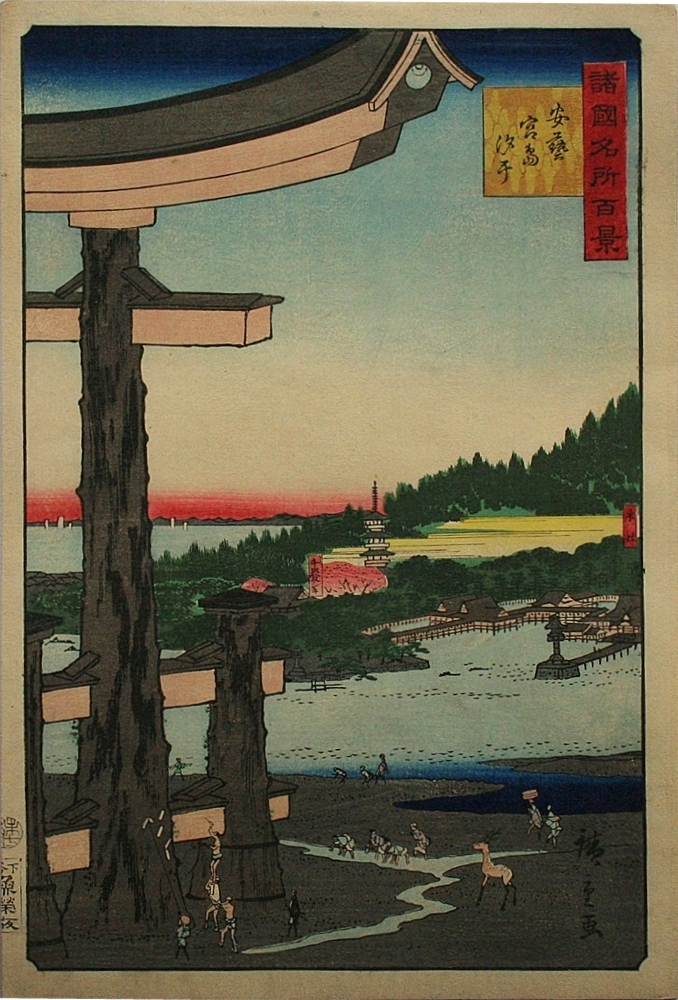
2代目歌川広重『諸国名所百景 安芸宮島汐干』

#### 宮島
「みやじま（宮島、異表記：宮嶋ほか）」という呼称は「ミヤ（宮（神社）+ シマ（島）」を意味する。すでに平安時代末期の源通親による紀行文『高倉院嚴島御幸記』に現れるが、厳島の別称として広まるのは厳島合戦（1555年）後、能をたびたび奉納して芸能が盛んになってからである。江戸時代初期に広島藩が宮島を藩直轄地に定めて宮島奉行を設置し、宮島元締役・宮島帳元をあわせた「宮島三役」が島内の管理運営を担うようになってからは広く「宮島」と呼ばれるようになった。江戸時代中期の寛保2年（1742年）の伊予松山藩の座頭記録には「芸州宮嶋江参詣……」とある。「宮島」は同名他所の地名でもあるので、安芸国（芸州）の宮島に特定する意をもって「安芸の宮島（あきのみやじま）」などと呼ばれることも多い。

### 「厳島」「宮島」の使い分け
この島の名称について、「厳島」と「宮島」が使い分けられているが、明確な基準はない。測量を所掌する国土地理院は「厳島（いつくしま）」の名称を用いる。一方で島内の約8割を占める国有林を管理する林野庁、周辺海域を含めた国立公園を管理する環境省は「宮島（みやじま）」の名称を用いている。読みやすさと漢字の平易さから観光PR等においては「宮島」が選ばれやすい傾向がある。
地方自治体としても、1889年（明治22年）の町制施行時には「厳島町」であったが、第二次世界大戦後の1950年（昭和25年）には「宮島町」へ変更されるなど、行政地名にも揺れがあった。学術書や公文書の多くで「厳島」が用いられる一方、観光事業などでは「宮島」が多用される傾向がある。ただし、観光振興に関連する行政文書が「宮島」を用いたり、旅行ガイドが歴史の長さや荘厳さを演出する意図を持って「厳島」を用いる例外もある。これら表記の併存は江戸時代中期には見られた。以下に実例をあげる。
ここからは、地名（藩政村名・行政村名など）や作品（絵図、浮世絵、新版画など）の題名における併存の実例を、時系列で記載する。使われている旧字体（藝、國、圖、繪、會、禮）は全て新字体に変換する。異字・俗字はそのまま表記する。
- 源通親 『高倉院嚴島御幸記』／不明

治承4年（1180年）高倉院の厳島御幸に随行した源通親の紀行文。表題は厳島表記だが、中の文ではすべて宮島あるいは宮じま表記。
- 『平家物語』／鎌倉時代

巻第四・厳島御幸は『高倉院嚴島御幸記』を素材として書かれている。すべて厳島表記。
- 貝原益軒 『安芸国厳島図』／享保5年（1720年）作。
- 長沢芦雪 『絹本淡彩宮島八景図』／寛政6年（1794年）款記。
- 北尾重政 『浮絵安芸国佐伯郡厳嶋図』／18世紀後期に刊行。
- 歌川豊広 『日本三景』／文政年間（1818-1830年間）に刊行。

添えられている狂歌師・司馬の屋嘉門（芝の屋山陽の別号）の漢詩には「夕日輝レ波厳島山」とある一方で、図中の説明には「安芸州宮島」とある。
- 歌川国貞 『紅毛油絵風 安芸の宮島』／文政8年（1825年）刊行。
- 歌川広重 『六十余州名所図会 安芸 厳島 祭礼之図』／嘉永6年（1854年）刊行。
- 歌川広重 『国尽張交図会 十五 安芸宮嶋』／幕末直前に刊行。
- 歌川広重 団扇絵『日本三景 安芸 厳島』／嘉永5年-安政4年（1852-1858年）中に刊行。

広重の場合、神社には「厳島」、島には「宮島」「宮嶋」の字を用いている。その後、2代目広重（歌川重宣）や3代目広重（後藤寅吉）もこの地を描いているが、いずれも神社をも画題に入れながら「宮島」「宮しま」としており、明治維新以後急速に「宮島」の名称が広まっていったことを窺わせる。その傾向が、対岸にある鉄道駅および地区名としての「宮島口」（厳島口ではない）に現れている。
- 2代目歌川広重 『諸国名所百景 安芸宮島汐干』／安政6年（1860年）刊行。
- 明治元年（1868年/1869年）、藩政村[* 4]として安芸国佐伯郡に「安芸広島藩知行厳島」あり／『旧高旧領取調帳』より。
- 地方自治体「厳島町」の成立／1889年（明治22年）施行。
- 小林清親 『日本名勝図会 厳島』／1896年（明治29年）刊行。
- 川瀬巴水 『旅みやげ 第二集』「晴天の雪（宮嶋）」／1921年（大正10年）刊行。
- 地方自治体「厳島町」から「宮島町」への名称変更／1950年（昭和25年）施行。

## 地理・自然環境
広島湾の西の端、広島市街の南西約20kmに位置する。島は周囲約30km、面積30.2km2で楕円形の形状をなしている。対岸の本州（廿日市市阿品～同市大野）に寄り添うように北東から南西に伸びる（島の北東径約9km、南西径約4km）。対岸（本州）と島を隔てる瀬戸は「大野瀬戸（おおのせと）」と呼ばれ、最も狭い所で300mしか離れていない（宮島口港～宮島港間のフェリー航路は1.8km）。大野瀬戸の反対側（島から南東方向）には、絵の島、大奈佐美島、能美島（江田島等と一体）など多くの島が点在する。島の北端・聖崎の先端は風化によってやや崩落しており、満潮時には「蓬莱島（ほうらいじま）」と呼ばれる島になる。その沖合に暗礁があり、上には石灯篭が置かれている。

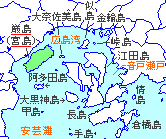
厳島と周辺の島々

### 地質
島は主に花崗岩で構成されている。中国山地の断層運動によって隆起し、最終氷期終焉期の海水面上昇（c. 海水準変動）によって本州本島と水域で隔てられた島に変わったと考えられている。平地は少なく弥山や駒ヶ林など500m級の急峻な山が連なっていることから、深い谷や滝が多くある。島の東西方向と南北方向に断層が見られる。

### 弥山の標高
島の最高峰である弥山（みせん）の標高値は、国土地理院発行の2万5千分1地形図上では529.8メートルと表記されてきた。これは1892年設置の二等三角点の計測値であるが、現在では三角点より南南西方向約16.8メートルの地点の標高がそれよりも高い535メートルであることが確認されている。

### 気候
瀬戸内海気候に分類され、気候は温暖。夏は30°Cを超す日も多くある一方、冬は気温が氷点下となることも多い。積雪は島の山地ではほぼ毎年見られ、沿岸部の厳島神社周辺でもしばしば雪景色となる。厳島特有の事象として冬季の「弥山おろし」が知られる。これは太田川の谷から吹き降ろす風が広島湾を通って弥山に昇り、北西にある市街地に吹き降ろすもので、冬の寒さを引き起こしている。

### 生物相

#### 植物相
植生は典型的な暖地温帯常緑広葉樹林である。ただし、一般的な照葉樹林とは趣が異なり、例えば南方系のミミズバイ（ハイノキ属の一種）と針葉樹のモミ（西日本の低海抜地域には通常見られない）が海岸の同一地点で見られるなど、厳島にしかない特徴がある。
植物の固有種は存在しない。よくあげられるものとして、ミヤジマカエデとミヤジマシモツケがあるが、ミヤジマカエデは植栽と考えられる。また、ミヤジマシモツケは対岸にも分布している。
信仰上の理由から人間活動がほとんど加えられてこなかったこともあって、日本古来の自然の姿が良く残されている。特に弥山山頂付近の原始林は状態が良いため、国の特別天然記念物の指定および世界遺産の登録を受けている。
近年、厳島神社の社殿・大鳥居のある御笠浜に、海藻の一種アオサが大量繁茂している。景観を損ない、また腐敗臭を放つので、宮島観光協会と廿日市市、地元自治会がボランティア活動を主催し、年に数回程度清掃活動を行っている。繁茂の原因は諸説あるが、明らかではない。

### 動物相

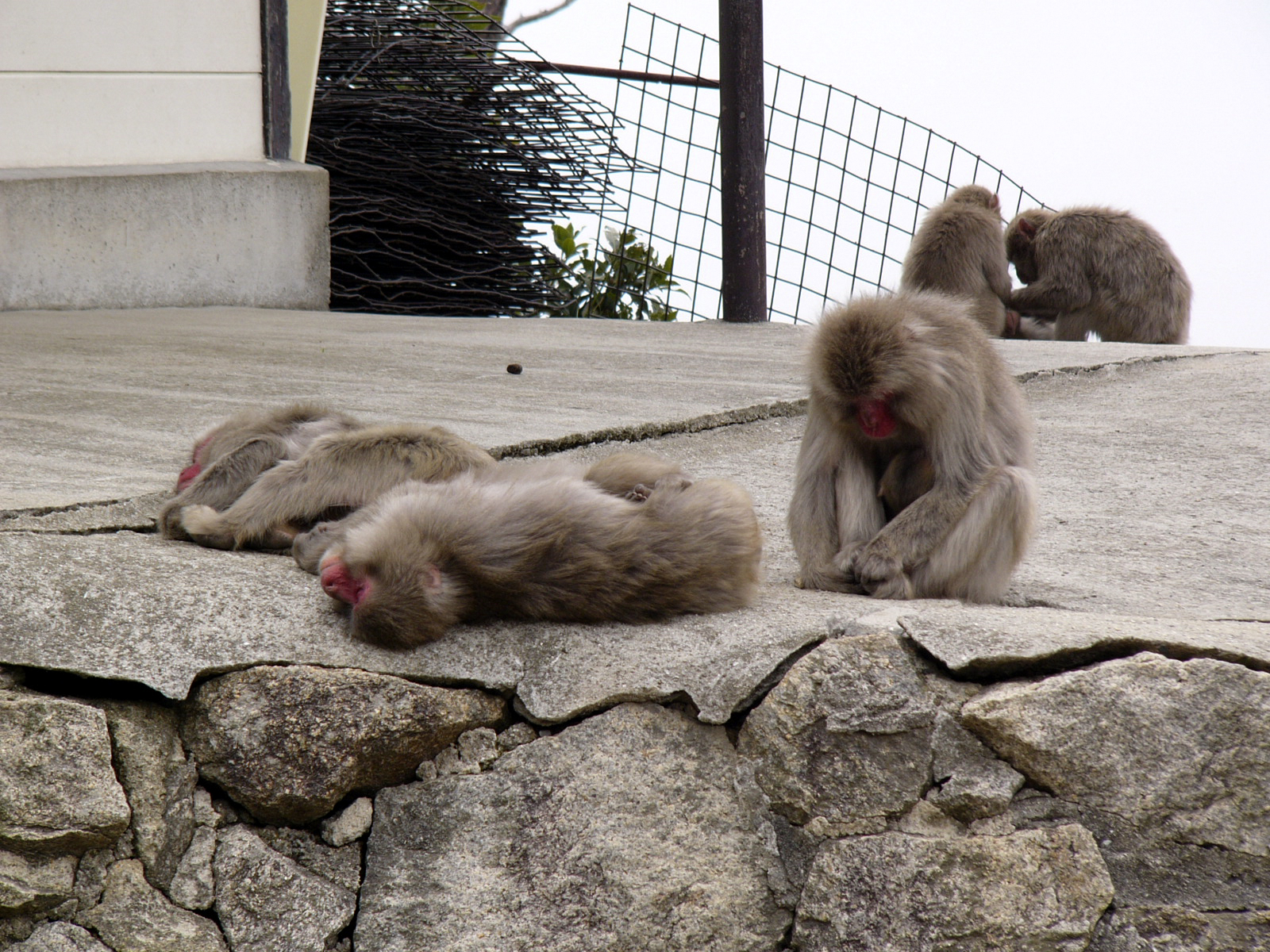
ニホンザルの群れ／宮島ロープウェー獅子岩駅にて撮影。

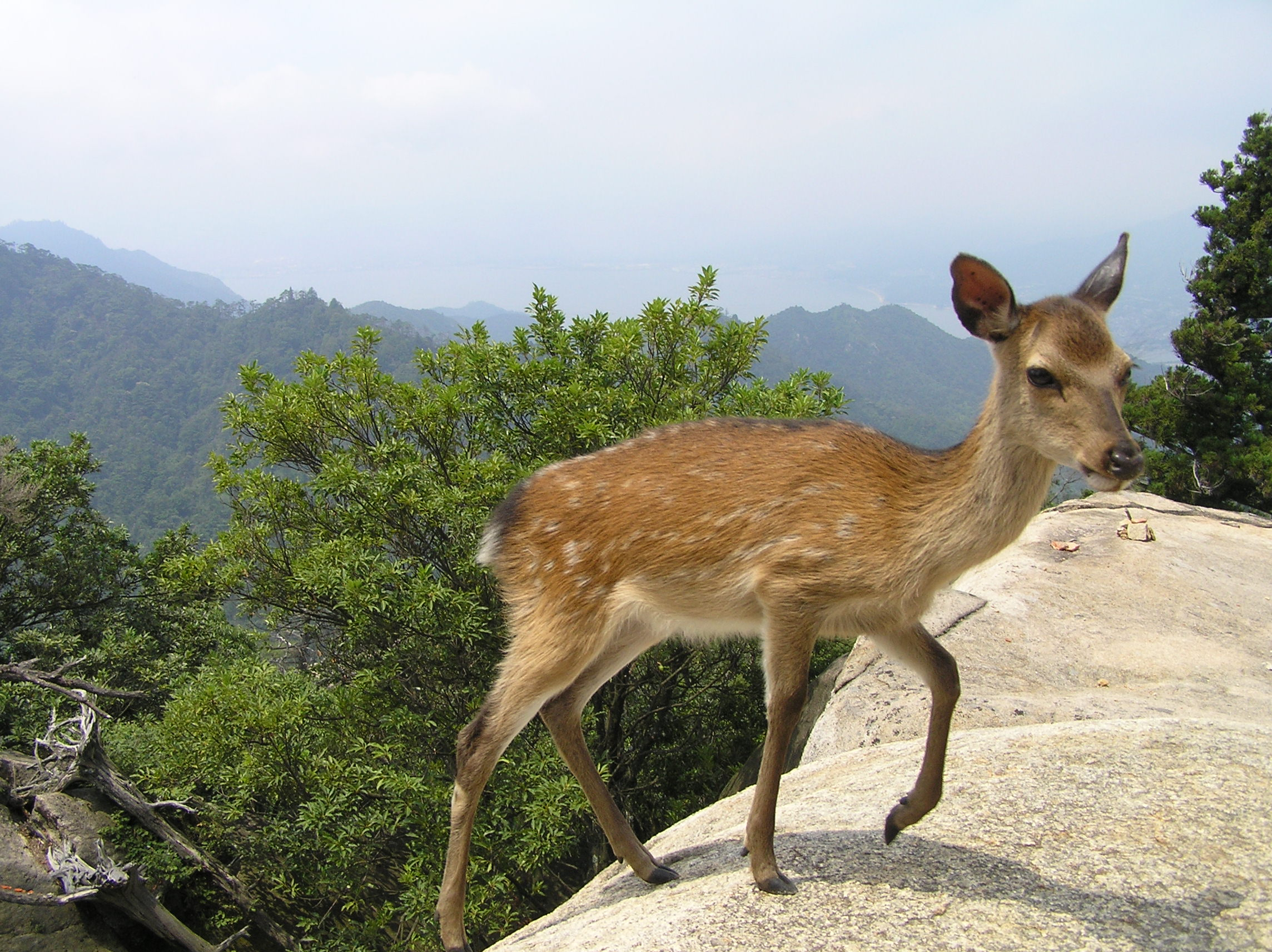
ニホンジカ／弥山にて撮影。

中国地方に一般的に棲息するニホンジカ、タヌキ、ニホンアナグマ、モグラ類のほか、100種を超す鳥類が確認されている。ただし、タヌキについては第二次世界大戦後の移入と考えられている。
厳島に棲息するシカとサルは、フェリー桟橋付近にも現れたり、マスコットキャラクターとして図案化されたりして、「宮島のシンボル」ともいうべき知名度がある。
厳島のシカは、第二次世界大戦後（戦後）に厳島を接収したGHQの兵士がスポーツハンティングの対象として撃っていたために激減した。現在島に棲息する鹿は21世紀初期の分子遺伝学による分析で、広島と山口と近い宮島固有の歴史を持つ鹿であることが証明されている。また、一部で奈良の春日大社から譲り受けたという噂があるが、奈良側にも厳島神社の側にも譲渡された記録が残っていない。
サルについては、江戸時代以前には記録がなく、古い絵巻物でも猿の絵は猿回しに現れる程度で非常に少ない。そのため、そうは古くない時期に外部から持ち込まれたものが野生化したとする説が一般的である。現在存在する集団は、1962年（昭和37年）頃、観光振興・生態研究のために小豆島にある日本モンキーセンターからニホンザル45頭が移入されたものである。これに関連して、2011年（平成23年）以降5年間の計画で、日本モンキーセンターの協力により愛知県犬山市へのニホンザルの移送が行われている。

#### シカの頭数管理問題について
シカの生息数増加に伴い、餌の不足から島内で様々な被害が報告されるようになった。早くも1998年には旧宮島町が「宮島町シカ対策協議会」を設立して、この時点でシカを野生復帰させる方針を決定している。2000年頃の被害としては「植物の樹皮や新芽がシカにかじられる」「雄のシカが樹齢の若い樹で角をとぐために枯死する」といったものが主であったが、やがてシカが観光客の持っている飲食物を狙って観光客がケガをするなどの被害が報じられた。被害の原因は議論があり確定的ではない。観光客や住民からの苦情をうけて、地元廿日市市は2008年9月に『宮島地域シカ保護管理ガイドライン』(PDF)を策定し、シカを野生状態に戻すために餌やりを禁止するとともに栄養状態の悪いシカを保護・手当てした後に山に帰すなどの管理を実施している。
この管理対策により2012年8月までに宮島島内の市街地沿岸でシカが半減したという。市側は餌やり禁止により生息地を分散させる取り組みに一定の成果が出ているとしている。
この対策はマスコミで取り上げられたこともあって、全国から意見が寄せられた。

#### 固有種
昆虫の固有種として、ミヤジマトンボ Orthetrum poecilops miyajimaenisis (Yuki and Doi, 1938) があり、国の絶滅危惧種に指定されている（2007年版では「絶滅危惧I類(CR+EN)」。昆虫類レッドリスト (環境省)を参照）。これは中国大陸南部に分布するシオカラトンボ属の O. poecilops (Ris, 1916)を原種とし、遠く離れた日本の厳島にだけ分布している別亜種と考えられている。繁殖地となる湿地が観光開発や台風被害のために減少し、生息環境が脅かされている。環境省や広島県職員、昆虫学・海洋環境学・植物学の研究者からなるミヤジマトンボの保護管理連絡協議会が、生息地の調査と環境保全・修復にあたっている。

## 歴史
厳島神社に関連する文献史料については豊富な研究・考察の実績がある一方、厳島という島そのものの歴史・民俗史については依然として未解明の部分も多い。

### 先史時代
本州に人が住み始めた旧石器時代には、厳島を含む瀬戸内海の島々にも人々が続々と渡った。厳島北岸の下室浜で後期旧石器時代のものとみられるナイフ形石器が採集されている。広島大学による考古学的調査（2004年〈平成16年〉）では島北西岸の大川浦をはじめ下室浜・御床浦・須屋浦などの大野瀬戸に面した海岸一帯から、縄文から弥生時代の土器や石器が数多く発見されているほか、多々良潟、大江浦、大元園地など島全域で縄文・弥生期の出土例がある。
厳島は縄文海進がピークに達した頃に独立した島になったとみられる。それ以前の遺物として赤石や大川浦において縄文草創期の有茎尖頭器や槍先型尖頭器が採集されているほか、上室浜や大川浦、御床浦において縄文早期の鍬形鏃や押型文土器が出土していることからも、陸続きだった頃から厳島地域で人々が生活していたものとみられる。
弥山山頂一帯に見られる巨石群は磐座とみられる。磐座を祭祀対象とする山岳信仰の開始は一般に古墳時代以降とされる。上述の厳島沿岸部の縄文遺跡および同時期の遺跡である地御前南町遺跡など対岸の縄文遺跡からも祭祀に関わる明瞭な遺物は確認されていない。郷土史家の木本泉はこれを縄文時代の祭祀遺跡と主張するが資料的裏付けに欠ける。弥山中腹からは古墳時代末以降の祭祀遺跡が発見されており、弥山に対する山岳信仰はこの頃始まったものと考えられている。

### 古代・中古
上述の上室浜や下室浜などから古墳時代後期の製塩土器が見つかっているほか、大川浦や須屋浦からは奈良-平安時代の焼塩土器が数多く採集されており、盛んに塩作りが行われていた事が窺える。大川浦からは10世紀から12世紀のものとみられる「瑞花双鳥八稜鏡」が採集され、古瀬清秀（広島大学大学院）らは古代祭祀の場である可能性を指摘している。下室浜からも、古墳時代の祭祀に用いられたとみられる滑石製勾玉が採集されている。
弥山北側尾根上の標高270-280メートル地点にある岩塊群周辺の山中から、古墳時代末から奈良時代にかけての須恵器や土師器、瑪瑙製勾玉、鉄鏃などの祭祀遺物が採集されており、山頂から麓の斎場に神を招き降ろす祭祀が行なわれた磐座に比定する説がある。弥山の本堂付近からは奈良～平安時代頃の緑釉陶器や仏鉢などが出土した。弥山水精寺（大聖院の前身）は従来鎌倉時代に対岸から移設したとされていたが、より古い時代に創建された可能性がある。
平安時代には「恩賀（おんが）の島」と呼ばれた歌枕の地でもあり、以下の和歌が伝わる。恩賀の名は「神の御香が深い」ことに由来する。
伝承では推古天皇元年（西暦換算〈以下同様〉：593年）、豪族佐伯鞍職がイチキシマヒメの神託によって厳島神社が創建されたと伝えられる。佐伯氏は佐伯直の出で伴造として安芸国佐伯郡を管掌しており、後に厳島神主家となった。文献上の初出は弘仁2年（811年）に名神に預かったという記事であり、『延喜式神名帳』（平安中期）において名神大社に列せられた。
厳島神社が現在の威容を構築したのは平氏一門の後ろ盾を得た平安時代末期である。

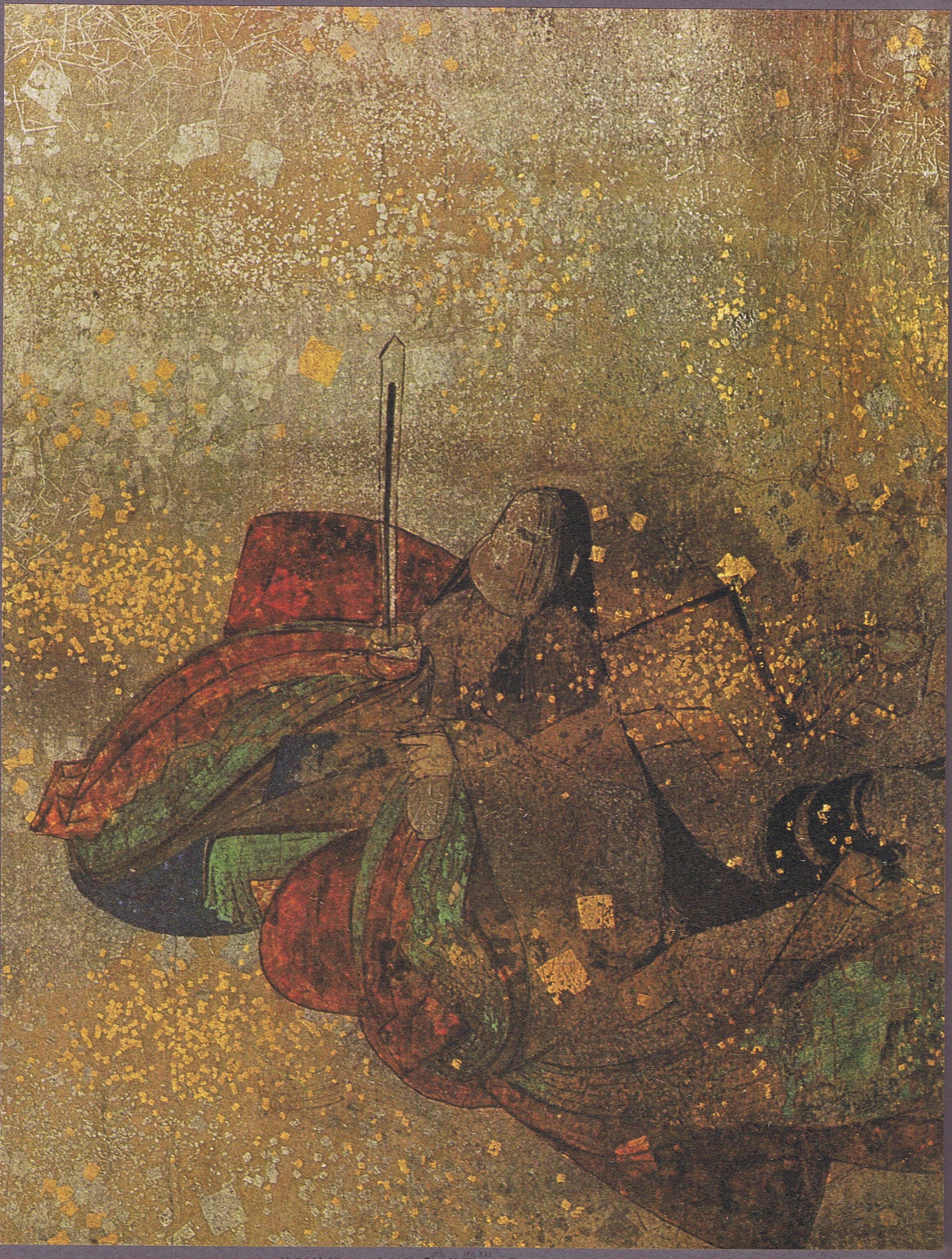
『平家納経』　厳島神社所蔵

久安2年（1146年）、安芸守に任ぜられた平清盛は、父・平忠盛の事業を受け継いで高野山大塔の再建をすすめていたが、保元6年（1156年）の落慶法要に際し、高野山の高僧に「厳島神社を厚く信奉して社殿を整えれば、必ずや位階を極めるであろう」と進言を受ける。平治の乱で源頼朝が捕らえられ、清盛は正三位に列せられると、さっそく厳島神社を寝殿造の様式に造営した。海上に浮かぶ現在の壮麗な様式は、仁治2年（1241年）の造営による（現在の本社社殿は元亀2年〈1571年〉、毛利元就の再建によるもの）。さらに四天王寺から舞楽を移し入れ、また多くの甲冑や刀剣などの美術工芸品を奉納したが、中でも特筆されるのが絢爛豪華な装飾を施した平家納経（国宝）である。また社領も対岸の佐伯郡などに加増されていった。
清盛の大きな狙いは日宋貿易にあった。父・忠盛は舶来品を院に進呈して朝廷の信を得ており、清盛は一層の貿易拡大を図っていた。博多の湊（日本最初の人工港）や大輪田泊（平氏政権の拠点・摂津国福原の外港。現在の神戸港の一部）を開いて自ら瀬戸内海航路を掌握し、「厳島大明神」は畿内へと通じる航路の守護神ともいえる重要性をもつようになった。呉市の倉橋島と本州の間にある音戸の瀬戸は、清盛が「扇で夕日を招き返し」て、開削を1日で終わらせたという伝説が残されているが、このときの航路整備に関連するものである。
清盛の庇護によって京の雅な文化が移入され、後白河上皇・高倉上皇・建春門院・建礼門院ら皇族や貴族が多く社参する一方、上述した貿易航路開拓により、宋の文物ももたらされた。清盛は宋船による厳島参詣も行っている。
1990～1991年に発掘調査が行われた菩提院遺跡（宮島町中西町、現宮島歴史民俗資料館収蔵庫）は、12世紀後半の土層から屋敷跡とみられる遺構や土器片が出土したことから、神社維持管理の為に清盛の造営と同時期に建てられた施設跡と考えられている。この頃には島をご神体とする信仰が広がっており、祭祀のために滞在する神職や貴族がいた他は島に住む者はいなかった。
厳島神社の北西約300メートルの地点にある経尾経塚（清盛塚）からは、1944年（昭和19年）に開墾された際に銅製経筒と陶製甕の外容器、経巻、青白磁合子、古鏡、刀片、青磁片などの遺物が出土したほか、研究者による踏査でも青白磁合子や白磁小壺、中世須恵器甕などの破片が採集されており、12世紀前半以降に埋納された経塚とみられている。

### 中世
1185年の壇ノ浦の戦いをもって平氏が滅んだのち、鎌倉時代に入ると、厳島神社ははじめ源氏の崇敬を受けたが、政情が不安定になる中で徐々に衰退する。神主家を世襲していた佐伯氏は、承久3年（1221年）の承久の乱で後鳥羽上皇側に属したために争いの後に神主家の座を奪われ、代わって御家人の藤原親実が厳島神主家となった。厳島神社は承元元年（1207年）と貞応2年（1223年）に火災に遭っており、朝廷の寄進も受けて一応の再建はされたものの、戦国時代にかけては荒廃した時代であったと伝えられる。そうした中でも参詣者は絶えず、例えば出家して旅路にあった後深草院二条は乾元元年（1302年）に厳島を訪れ、秋の大法会がきらびやかであったことを「とはずがたり」に書き留めている。
正安2年（1300年）に水精寺の座主坊が対岸の地御前神社（厳島神社の境外摂社）から厳島島内に移されると、厳島神社の社人や供僧が島に定住するようになった。これによって町屋が形成され、厳島の発展がすすんだ。天文7年（1538年）には厳島大願寺の僧尊海が、一切経（高麗八万大蔵経）を求めて朝鮮半島に渡っている。尊海は大蔵経を持ち帰ることはできなかったが、持ち帰った八曲屏風「瀟湘八景図」の裏面に漢文による紀行文「尊海渡海日記」（大願寺所有、国の重要文化財）を遺している。これは日本最古の朝鮮紀行記録として知られるとともに、仮名書きで記した朝鮮語の語彙は中期朝鮮語研究の貴重な史料となっている。
戦国時代に入ると、安芸を本拠に勢力を伸ばしていた毛利氏と、衰退しつつこそあったものの周防・長門を領有していた大内氏が対立し、安芸・周防国境はその最前線となる。厳島は周防から安芸への水運の要衝とみなされた。弘治元年（1555年）、毛利元就は厳島を舞台に、大内氏の実権をにぎる陶晴賢を討ち、戦国大名としての躍進のきっかけとなった（厳島の戦いを参照）。以後毛利氏は中国地方10か国に加え豊前・伊予をも領有する西国随一の大大名に成長していくが、もともと厳島神社を崇敬していた元就は神の島を戦場にしたことを恥じ、戦後はこの島の保護・復興につとめた。現在の厳島神社の基盤は、元就の社殿大修理（元亀2年〈1571年〉）によるところも大きい。

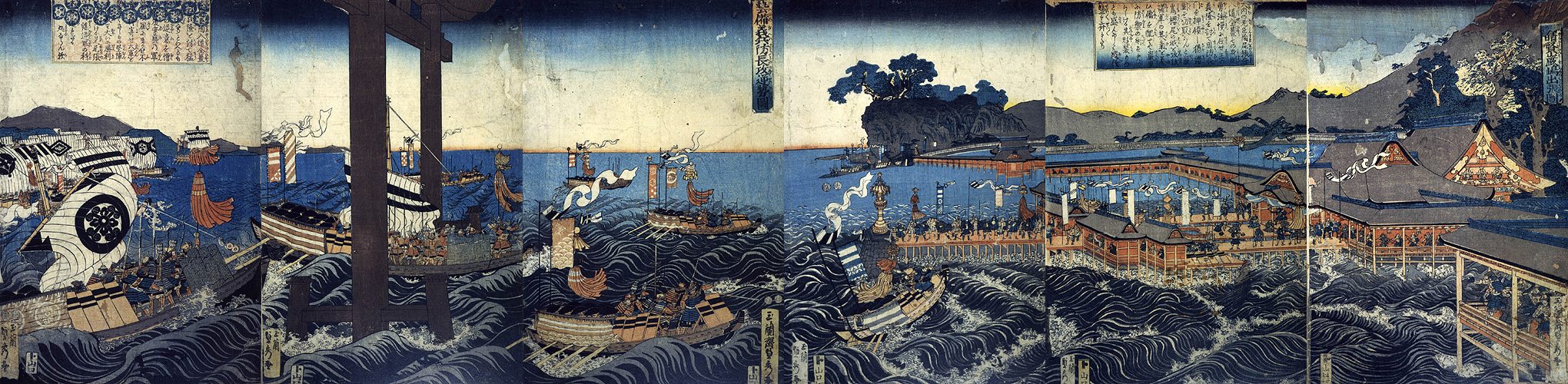
「藝備義兵防長攻逆勢圖」玉蘭斎貞秀画

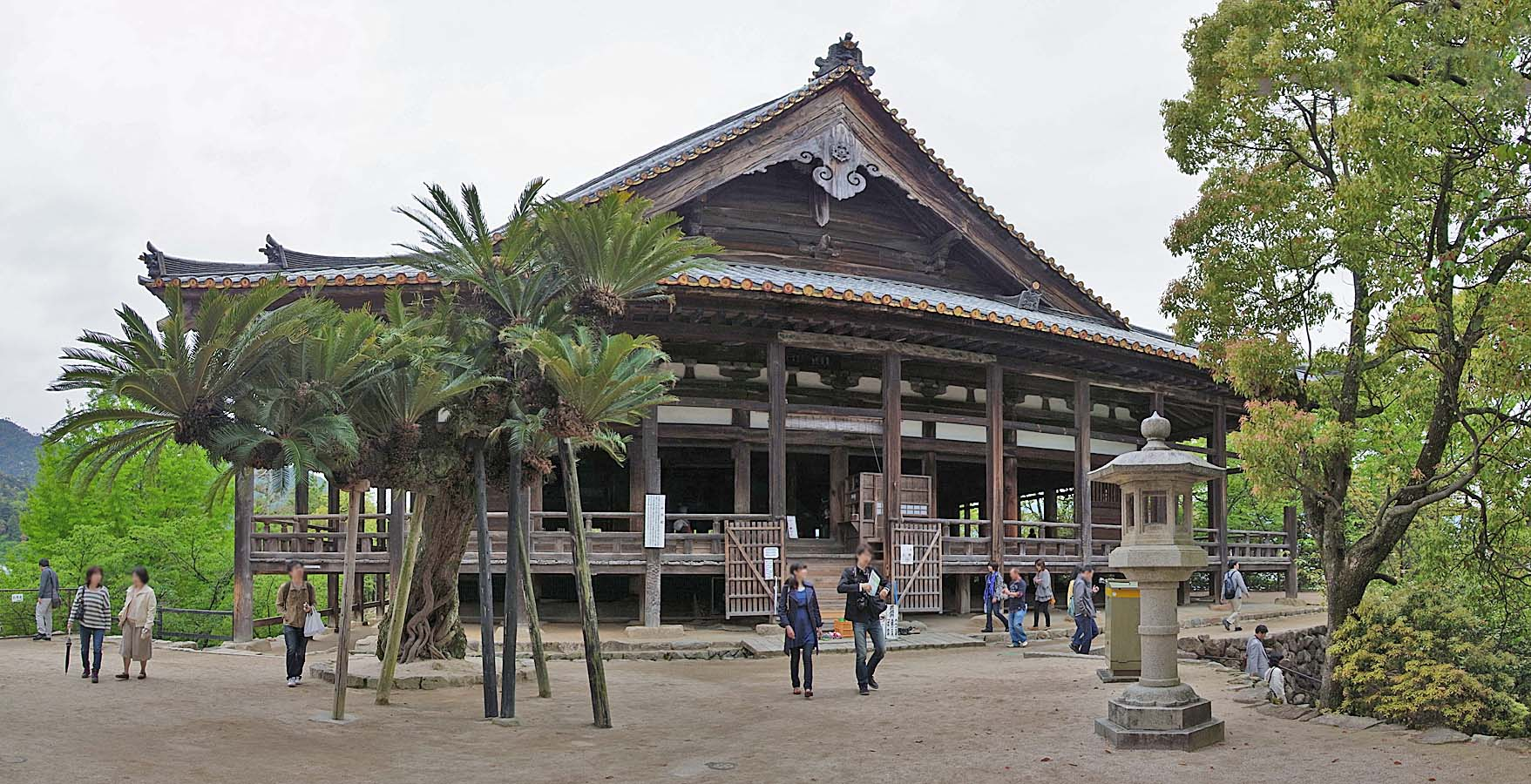
千畳閣

天正15年（1587年）、すでに関白太政大臣となっていた豊臣秀吉は、多くの戦で亡くなった者の供養のため、厳島に大経堂を建立するよう政僧・安国寺恵瓊に命じる。建築に際して、柱や梁には非常に太い木材を用い、屋根に金箔瓦を葺くなど、秀吉好みの大規模・豪華絢爛な構造物を企図していたことが窺える。秀吉の死により工事が中断されたため、御神座の上以外は天井が張られておらず、板壁もない未完成の形で今日に伝えられている。本堂は非常に広く、畳が857畳敷けることから「千畳閣」と通称され、明治初期の廃仏毀釈の際には厳島神社末社豊国神社本殿となり現在に至る。
西暦1595年（日本は文禄4年）に現ベルギーのアントウェルペン（アントワープ。当時はスペイン領南ネーデルラント）で刊行された、ヨーロッパ最初の日本地図とされる「テイセラの日本図」には、厳島がItoqulchimaとして記されている。この地図には令制国名といくつかの港町・大きな島名程度しか書かれておらず、厳島が重要視されていたことがうかがえる。
考古学的には、町内での建設工事に伴う発掘調査により、前述の菩提院遺跡や、祝師(ものもうし)屋敷跡などから中世から近世にかけての遺物が数多く出土している。

### 近世

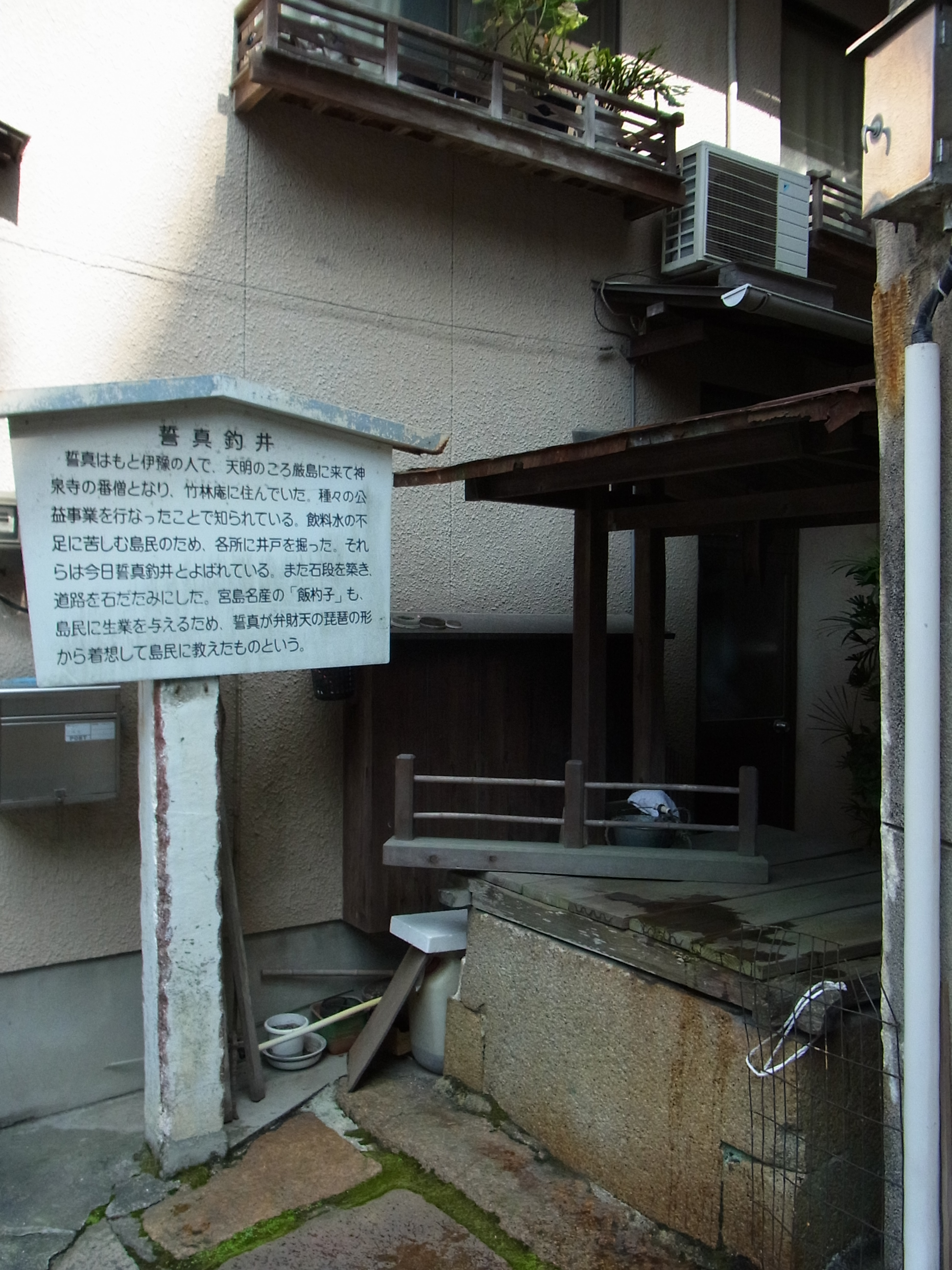
誓真釣井

江戸時代、厳島は広島藩に4か所ある町制（広島城下・三原城下・尾道・厳島）の一つとして直轄地とされ、宮島奉行のもと商業や廻船業が保護された。実質的に島を支配していたのは厳島神社・大聖院・大願寺の3寺社および宮島奉行で、厳島神社は島内および安芸国の寺社を統括する棚守に、大聖院は島内の供僧の統括に、大願寺は寺社の造営修理の統括に位置づけられた。宮島奉行とともに宮島元締役・宮島帳元がおかれ、厳島は神社を中心とした観光地として発展した。厳島を描いた当時の絵図でも参道に並ぶ店々が描かれており、そのにぎわいぶりが窺える。
厳島では平清盛以来舞楽の伝統があったところへ、毛利元就が永禄6年（1563年）に能を奉納したのを皮切りに観世太夫が演じる（永禄11年〈1568年〉）など芸能が発展した。歌舞伎や大相撲の興行も盛んで、井原西鶴の『浮世草子』には西国三大芝居どころとして金比羅・備中宮内（吉備津神社）と並び称されている。富くじも盛んに催された。
参拝客や文化人相手の観光商売が水もので、島に産業がないことを町衆が嘆いているのを知った宮島光明院の僧誓真は、弁財天の琵琶に着想を得てしゃもじを名物として売り出すことを町衆に教えた。願掛けの文字を入れたしゃもじ（杓子）はたちまち土産品として人気が出た。現在でもしゃもじの別名を「みやじま」と呼んで、高校野球では広島県代表がしゃもじで応援するのが定番となるほど定着している。誓真は水不足に悩む町衆のために井戸を掘ったり（「誓真釣井」）、小舟を着けられるよう雁木を造ったりと厳島のために尽くし、「宮島の大恩人」として慕われた。光明院の近くには「誓真大徳碑」が今も残っている。

### 幕末
尊皇攘夷・公武合体を掲げる長州藩と徳川幕府の対立が頂点に達し、長州征討において厳島対岸も戦場となった。慶応2年8月（1866年9月頃）、第二次長州征討の停戦会談が厳島・大願寺において行われた。幕府方代表は勝海舟、長州藩代表は広沢真臣と井上馨。桂小五郎（木戸孝允）も加わっている。勝海舟の自著『氷川清話』に、厳島の旅館で勝が毎日髪を結い直させていたというくだりがある。勝が「おれの首はいつ切られるかしれないよって、死に恥をかかないためにこうするのだ。」と言うと、髪結いの老婆はすっかり怖がってしまったという。

### 近代

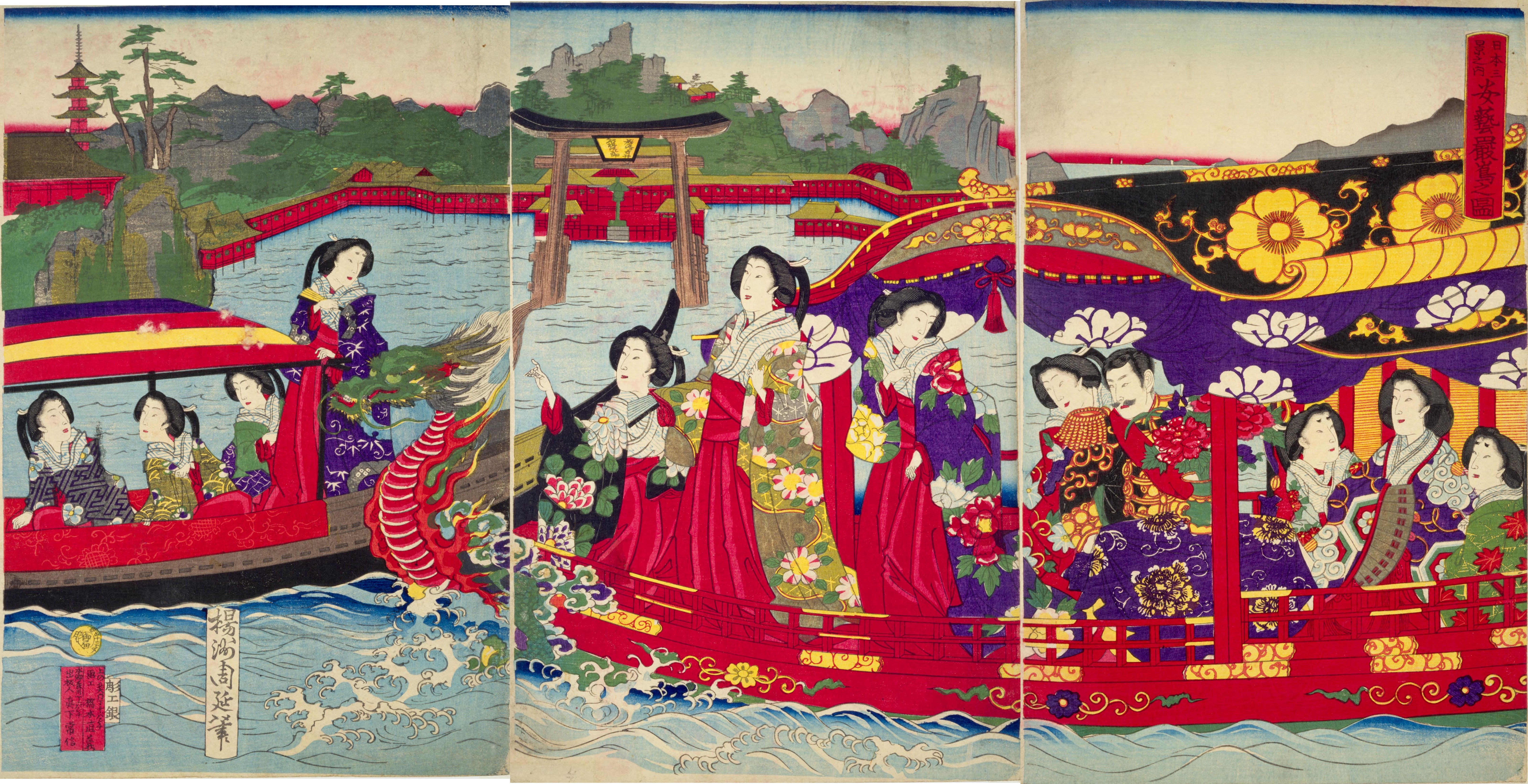
『日本三景之内安芸厳島之図』楊洲周延画　明治元年（1868年）

慶応4年3月13日から明治元年10月18日（1868年の4月5日から12月1日）にかけて神仏分離令が発布されると、民衆を巻き込んだ廃仏毀釈運動が激化し、厳島の寺院は主要な7ヶ寺を除いてすべて廃寺となった。厳島神社や千畳閣などに安置されていた仏像等も寺院へ移されたり、一部が失われるなどしている。
1876年（明治8年）、老朽化していた海上の厳島神社の大鳥居が建て替えられた。現存しているのはこの時の大鳥居である。
初代内閣総理大臣・伊藤博文は厳島の弥山三鬼大権現を厚く信奉しており、厳島をたびたび訪れている。三鬼堂や大願寺の掲額は、伊藤の直筆によるものである。また、大願寺境内には「伊藤博文お手植えの松」が9本残されている。なお、「宮島みやげ」としてのみならず、広島県を代表する土産菓子となったもみじ饅頭の起源について、「伊藤博文が厳島を訪れた際に島の茶屋の娘をからかった逸話を基に発案された」という説が広く流布している。詳しくは別項「もみじ饅頭」を参照のこと。
島の東沖合いにある江田島に海軍兵学校が設けられたことから、神の島・厳島は兵学校生徒の尊崇も受けた。兵学校の訓練の一環として、弥山登山や遠泳も行われており、海軍の幹部にとっては思い入れのある島であるとともに、「神聖な島」というイメージが天皇への絶対的な忠誠という意識を喚起させていたことも、当時の日記などから読み取ることができる。

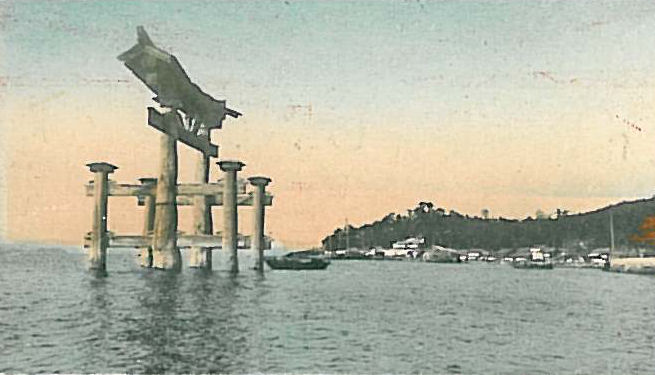
厳島神社大鳥居　1900年ごろ

1889年（明治22年）、佐伯郡で町村制が施行され、厳島では全島を区域とする厳島町（宮島町の前身）が発足する。
1897年（明治30年）8月、広島湾要塞の一翼を担う鷹ノ巣低砲台が島内に着工。翌1898年（明治31年）、鷹ノ巣高砲台を着工。砲台そのものは1926年（大正15年）に廃止されたが、砲座や観測所などの遺構群が現存する。
1923年（大正12年）、厳島は国の史跡名勝に指定され、以後、近代的な保護・整備体制が充実していく。

厳島神社とその周辺　1930年代ごろ

第二次世界大戦中には、厳島の南沖合いの柱島沖が聯合艦隊の泊地となり（柱島泊地）、海軍工廠を持つ呉市や、第2総軍・陸軍第5師団司令部が置かれた重要拠点・広島市の防衛上、周辺海域は重要さを増していた。
1936年（昭和11年）、日独合作映画『新しき土』の撮影が行われた。
1945年（昭和20年）8月6日の広島市への原子爆弾投下では、爆風によって島内の民家の窓ガラスが割れるなどの被害を受けた。

### 現代
日本の敗戦と共に、厳島は連合国軍・GHQに接収された。占領後の
1947年（昭和22年）12月5日、昭和天皇の戦後巡幸があり岩惣旅館に宿泊。1954年（昭和29年）には、新婚旅行代わりの日本訪問中のマリリン・モンローとジョー・ディマジオの夫妻が厳島を訪問している。
1950年（昭和25年）には、厳島全体が瀬戸内海国立公園の追加指定区域になった。また、同年、厳島町が「宮島町」に改称した。1952年（昭和27年）には、厳島神社社殿の「昭和大修理」が竣工する。1959年（昭和34年）には広島県立水産資源研究所（現・宮島水族館）がオープンした。
1960年代から1970年代にかけて、厳島周辺の海域の水質悪化はピークを迎えた。海上保安庁は、直径30cmの白い円盤を海に沈めて透明度を測定していたが、1969年の厳島付近の調査ではわずか20cmで円盤が見えなくなるという、日本屈指の汚染状態となっていた。汚染源は、工場排水やし尿投棄によるものであった。
1991年（平成3年）9月27日に襲来した台風19号では、厳島神社左楽房（国宝の附指定）や能舞台（重要文化財）が倒壊するなど甚大な被害が出た。
1996年（平成8年）には、厳島神社がユネスコ世界遺産（文化遺産）に登録された。日本の世界遺産としても日本の世界文化遺産しても6件目の物件であった。同年に原爆ドームも（5件目として）登録されている。

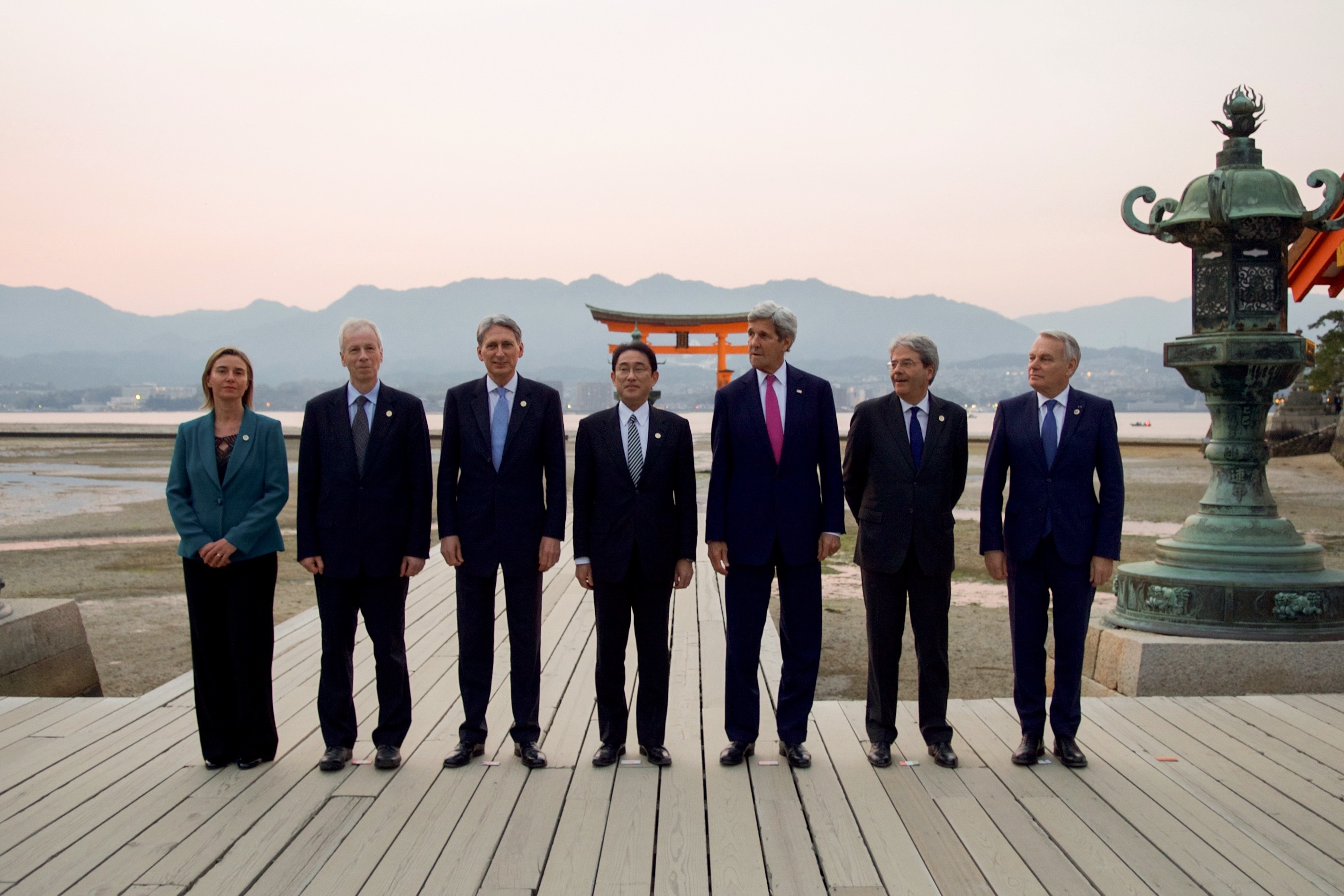
2016年G7広島外務大臣会合の際の厳島神社訪問

台風による被害は2004年（平成16年）の台風18号も大きなもので、厳島神社左楽房・能舞台・平舞台・高舞台・祓殿・長橋・廻廊などが倒壊・浸水した。この頃には、厳島周辺で海水面の上昇が著しく、ややまとまった雨量程度でも浸水の被害が出るようになってきたことが指摘され始めており、大潮のたびに激しく洗われて地盤から危うくなり始めたヴェネツィア（イタリア）などと同じく地球温暖化による悪影響の分かりやすい実例と捉えられ、その意味でも注目を集めるようになった。
2005年（平成17年）11月3日、宮島町は大野町とともに廿日市市に編入される。これに伴い、厳島神社の住所（社務所所在地住所）は「佐伯郡宮島町1-1」から「廿日市市宮島町1-1」に変わった。
2016年（平成28年）のG7伊勢志摩サミット（第42回先進国首脳会議）に伴う広島外務大臣会合の際は、初日にG7の外務大臣が揃って厳島神社を訪問した。
2023年（令和5年）、G7広島サミット（第49回先進国首脳会議）においては、各国首脳が厳島神社を訪れ、その後「岩惣」に移動してセッション3「外交・安全保障」をワーキングディナー形式で実施した。

## 風習
厳島は信仰上の理由から、独特の風習を多くもっている。時代とともに薄れたものや行われなくなったものも多いが、今も受け継がれているものもある。中央政権から離れた島の習俗であるために文献として記録されることは少なかったが、戦国時代に陶氏・毛利氏の御師として精神面を支え、大内氏から「社奉行」に任じられた厳島神主家の棚守房顕が天正8年（1580年）に記した『棚守房顕覚書』には、膨大な業務文書を司る立場ならではの生々しい記録が残っていて価値が高い。

### 穢れの忌避
島全体が神域（神体）とされたため、血や死といった穢れの忌避は顕著であった。
『棚守房顕覚書』によれば、島に死人が出ると即座に対岸の赤崎の地に渡して葬っている。赤崎は現在のJR宮島口駅のやや西にあり、遺族は喪が明けるまで島に戻ることができなかった。「～の向こう」と言うと「あの世」を連想するため、「～の前」と言い換えていた。この風習は第二次世界大戦頃までは続いていた。また、島には墓地も墓も築いてはならず、現在でも1箇所も1基も存在しない。島の妊婦については、『棚守房顕覚書』に「婦人、児を産まば、即時に子母とも舟に乗せて地の方に渡す。血忌、百日終わりて後、島に帰る。血の忌まれ甚だしき故なり」とあるように、出産が近づくと対岸に渡り、そこで出産を終えたのち、100日を過ごすことで血の穢れが払われれば、ようやく島へ戻れるという仕来りがあった。 厳島神社の境外摂社を「地御前神社」（所在地：廿日市市地御前、江戸時代における安芸国佐伯郡地御前村）というように、ここでいう「地の方」とは対岸の本州を指す。また、生理中の女性も、やはり血の穢れを忌避されて、町衆が設けた小屋に隔離されて過ごした。この様子を『棚守房顕覚書』は「『あせ山』とて東町・西町の上の山にあり。各々茅屋数戸を設けたり。『あせ山』は血山なるべし。島内婦人月経の時、その間己が家を出て此処に避け居たりし。」と記している。

### 耕作・機織の禁止
鉄の農具を土に立てることを忌み、耕作は禁じられた。また、この島は「女神の御神体内」とされたことから、女性の仕事の象徴とみなされていた機織や布晒（ぬのさらし）も禁忌とされていた（山の神』を参照）。『棚守房顕覚書』は「絶えて五穀を作らず、布織り布さらす事を禁ず」と記している。特に耕作が禁じられていることはよく知られ、島に生活する人のために対岸から行商人が船を出す光景は第二次世界大戦後まで続いた。廿日市の町は鎌倉時代、厳島神社の祭礼最終日（毎月20日）に立った市場から発展した町である。

### 鹿・猿との共生

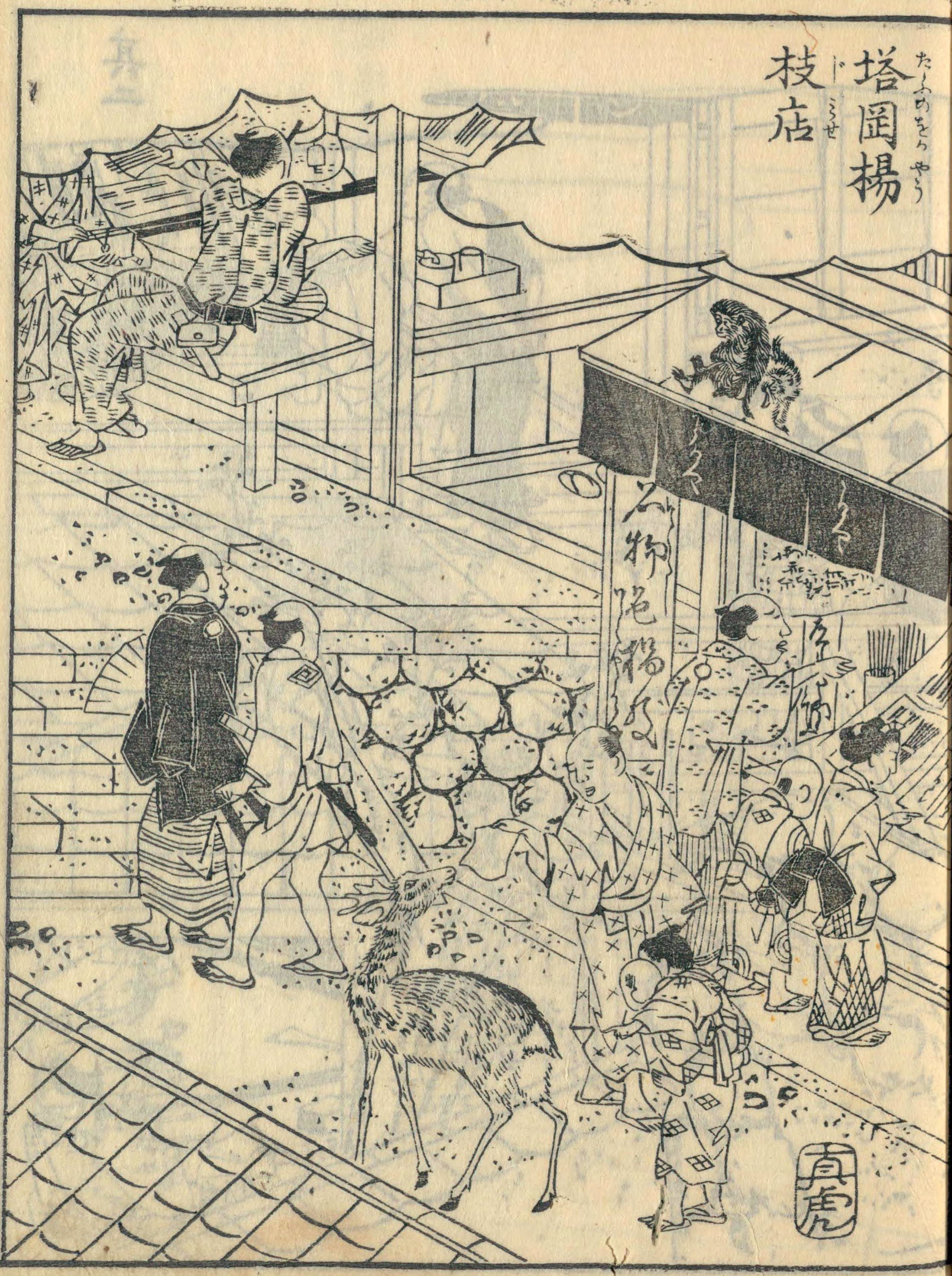
『芸州厳島図会 塔岡楊枝店』　天保13年（1842年）　現在の塔の岡。五重塔、千畳閣近辺。

厳島に棲息するニホンジカは太古から棲息していたと見られるが、歴史時代に入ると奈良の春日大社にある神鹿（しんろく）思想の影響も受けつつ、神使として大切に扱われるようになった。それ以来、厳島では、鹿が家に入らないように「鹿戸」を立て、家々で出た残飯は「鹿桶」に入れて与えるようになった。『棚守房顕覚書』によると、鹿を害するのを避けるため、島内では犬を飼わず、外から犬が入り込むと島民が捕まえて対岸に放したという。
厳島に棲息するニホンザルは古くから、彼らが家に入り込んで食べ物を盗っていっても捕まえて罰することはなかったという。

### 潮汲み
町の商家や民家では、鳥居のある浜で海水を汲み、門前を清める「潮汲み」という習慣がある。元旦に行うものを「新潮迎（わかしおむかえ）」という。第二次世界大戦後は数人が行うのみにまで減っていたが、21世紀初期には見直されるようになり、行う家や店が増えつつある。

## 文化・施設・観光
島内には厳島神社以外にも大聖院をはじめ多くの仏閣がある。また、厳島神社宝物館、宮島水族館、宮島歴史民俗資料館、広島大学大学院理学研究科附属自然植物実験所、宮島町伝統産業会館などの文化施設がある。
国内外から観光客が多く訪れ、その数は年間300万人台（2009年〈平成21年〉の船舶運輸実績〈片道〉は約346万人）。宮島桟橋から厳島神社へと続く道沿いには多くの旅館が点在している。
弥山などへの登山者も多いが、島には信仰上の理由や文化財・自然保護のために開発されなかった原生林が広がっており、登山道から迷い込むなどする遭難がたびたび発生する。そのため、島を所管する広島県警察廿日市警察署と宮島消防署が十分な装備での入山など注意喚起をしている。
2007年（平成19年）から、毎年1回、廿日市商工会議所主催のご当地検定である「宮島検定」が行われており、宮島の歴史や文化・自然に関する知識を問われる出題がなされ、合格者には認定カードが発行される。同商工会議所は、宮島に関する多くの情報を網羅した『宮島本』（※宮島検定試験の公式参考書も兼ねる）を発行している。
かつては毎年8月に宮島水中花火大会が行われていたが、見物客の増加とともに警備上の問題が多くなり廃止された。2025年には有志団体により「厳島水中花火大会」が実施予定となっている。

### 宮島訪問税
厳島が観光地として発展するにつれて地元行政の負担も増大してきたことから、2023年（令和5年）10月1日より、廿日市市が法定外普通税として「宮島訪問税」を課すこととなった。
来訪者に負担を求める法定外普通税・法定外目的税は先行していくつか存在するが、宮島訪問税は原因者負担の考え方により設計され、宮島住民などを課税対象から除外していることに特徴がある。
課税対象は船舶により宮島に入る行為であるが、上述のように宮島住民や宮島への通勤・通学者は課税対象外となり、未就学児・修学旅行などの学校行事による団体訪問・障がい者については課税免除とされる。
税率は「1人1回100円」と「1人1年間で500円」の選択制であり、フェリーを利用して宮島を訪問する場合は、（課税対象外・課税免除に該当せず、後者の方法により納税済みでもない場合）1回分の税金がフェリー運賃とともに特別徴収される。なお、青春18きっぷなど、宮島航路を含みつつも広域で販売されるフリーきっぷでは、宮島訪問税を含まずに販売される場合があり、そのような乗車券を利用して宮島航路に乗船する場合は、別途で訪問税分のみのきっぷを購入する形となる。

## 交通アクセス

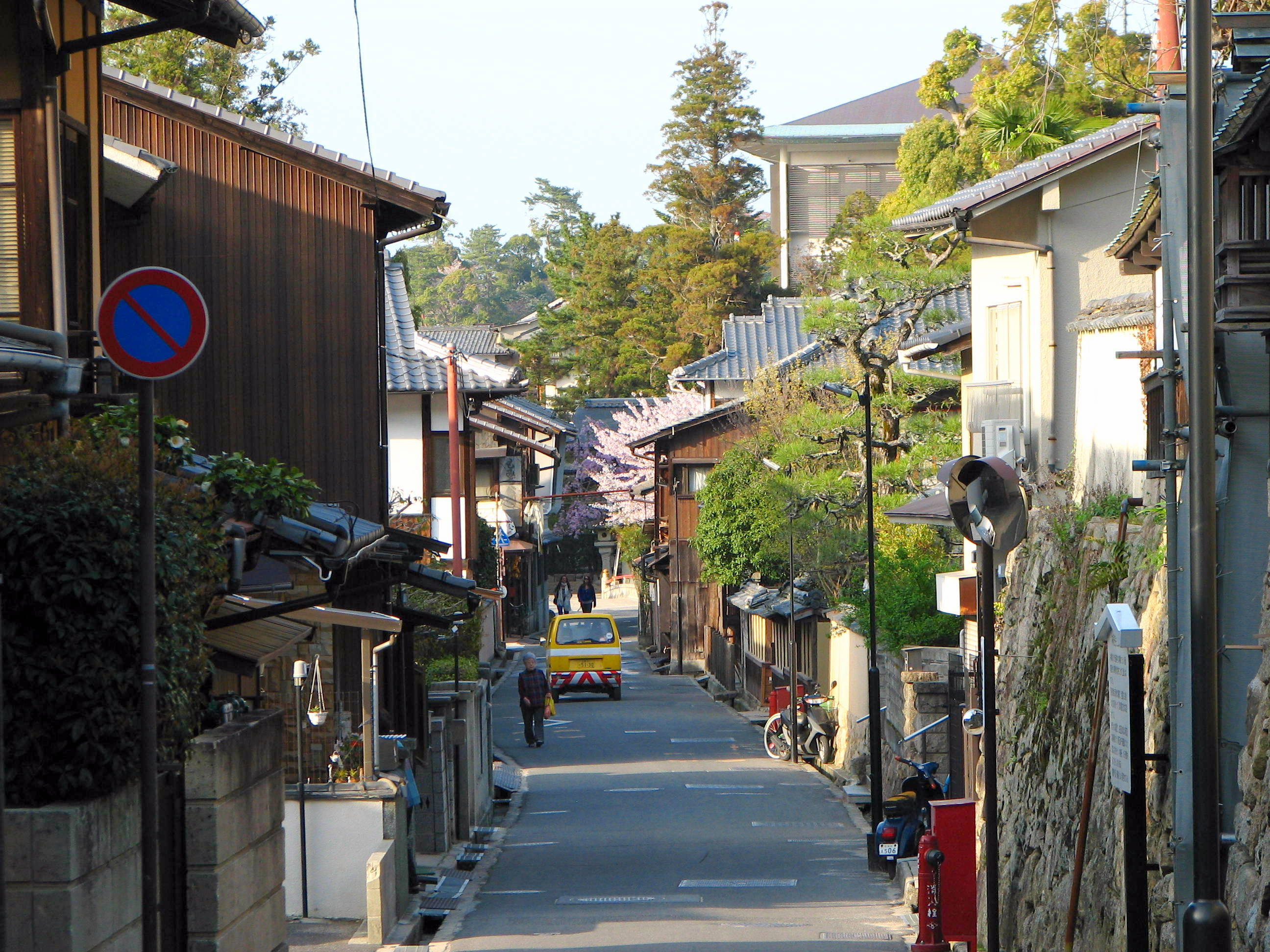
島内の家並

### 鉄道
最寄り駅はJR山陽本線の宮島口駅と広島電鉄宮島線の広電宮島口駅。駅前にある桟橋からフェリーが運行している。

### 車
一部の宿が宿泊者専用の駐車場を備えているのを除き、島内に観光客用の駐車場は存在せず、町内の道幅も極めて狭い。また市街地は20km/h、少し内陸にあるうぐいす歩道と杉の浦、包ヶ浦は30km/hの速度制限がかかっている。さらに商店街は毎日10時30分から17時まで車両の通行が禁止される。そのため広島市街地からは西広島バイパス、山陽自動車道からは廿日市ICをそれぞれ経由して国道2号に入り、宮島口駅周辺の有料駐車場で下車、宮島連絡船または宮島松大汽船を利用するのが一般的である。

### 船

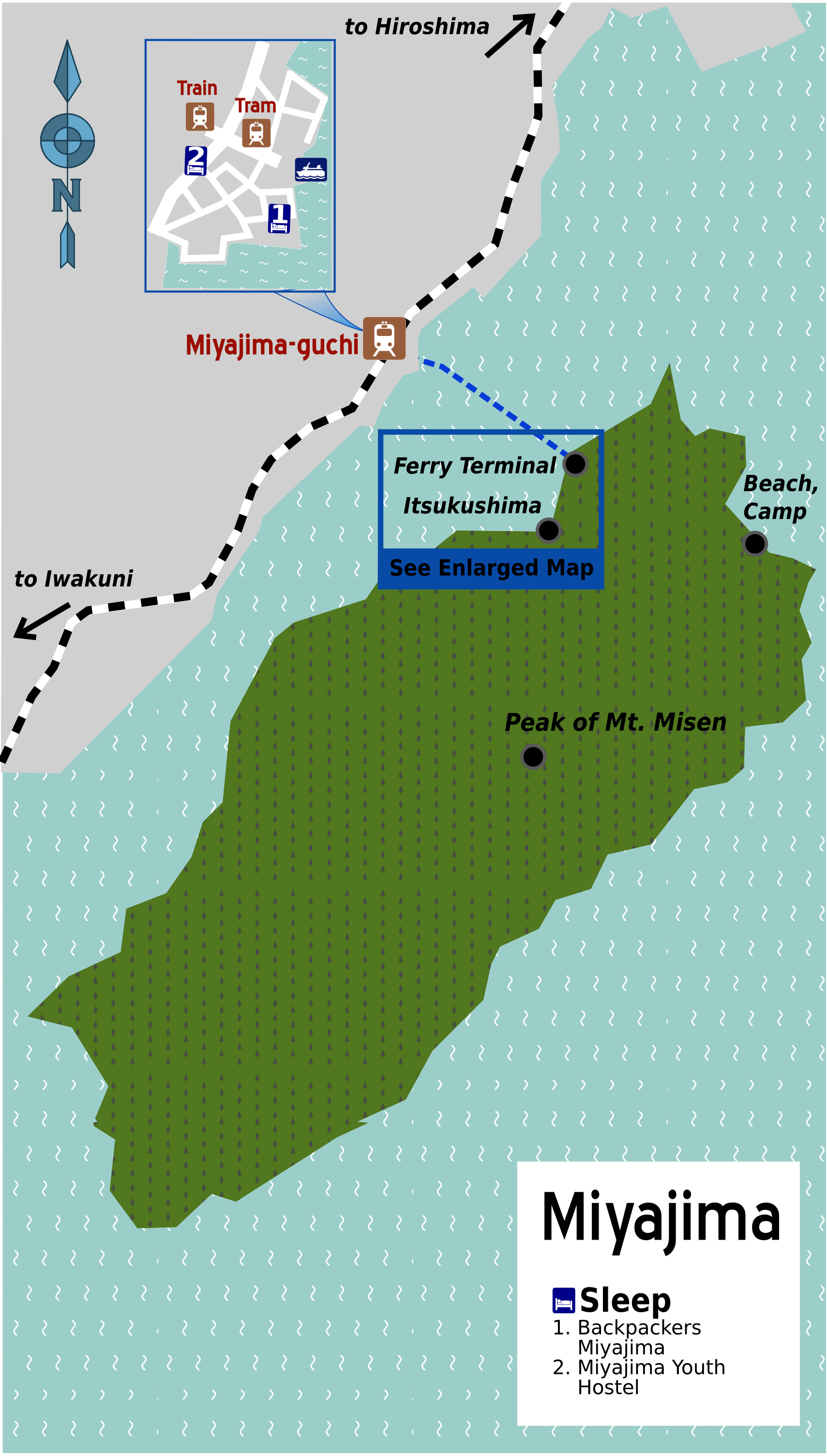
宮島口駅（対岸）と宮島フェリーターミナル

JR西日本宮島フェリー（宮島連絡船）と宮島松大汽船のフェリーが、宮島口桟橋（JR宮島口駅から徒歩3分、広電宮島口駅から徒歩1分）から厳島までを結んでいる。所要は約10分。JR宮島航路は宮島桟橋行きの昼間時間帯のみ、西に少し大回りして厳島神社に近いコースをとり、満潮時には大鳥居に接近する。
広島港からは瀬戸内シーラインの高速船（所要約30分）があるほか、瀬戸内海汽船の客船「銀河」による厳島までのランチクルーズもある（詳細は各社サイト等を参照）。
アクアネット広島は、厳島神社と同様に世界遺産である原爆ドームと合わせて訪れる観光客も多いことから、広島市内の平和記念公園近くの元安桟橋と厳島を結ぶ「世界遺産航路」を就航している。また、マリーナホップと宮島の間に高速船を就航している。大野桟橋と宮島港3号桟橋間の「宮島行大鳥居遊覧航路」は不定期運航である。

### 島内交通
海岸地区

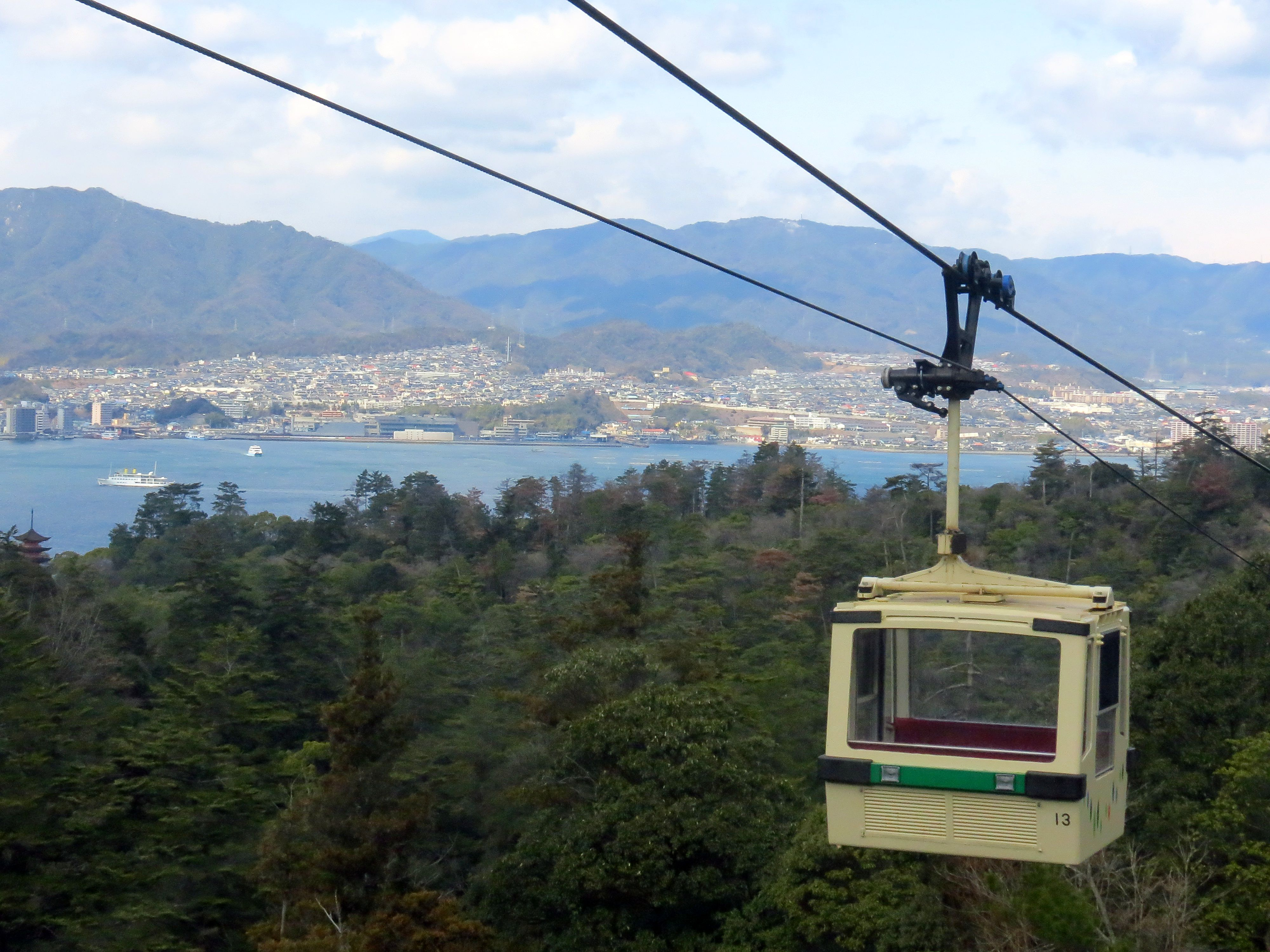
宮島ロープウェイ

島内ではかつて広電バスが運行されていたが廃止されてからは、宮島交通が「メイプルライナー」をおおよそ1時間に1本運行している。半数以上の便は宮島桟橋 - 宮島水族館間を往復するのみだが、上杉之浦や包ヶ浦まで行くものもある。2012年に宮島交通は「メイプルライナー」をカープタクシー傘下の宮島カープタクシーに譲渡した。
公共交通でないものでは、人力車がある。
島の内部
広島観光開発が紅葉谷駅から弥山山頂に近い獅子岩駅までロープウェイを運行している。また厳島神社裏手にある紅葉谷公園入口から無料の送迎バスも運行している。

## 関連作品

### 美術

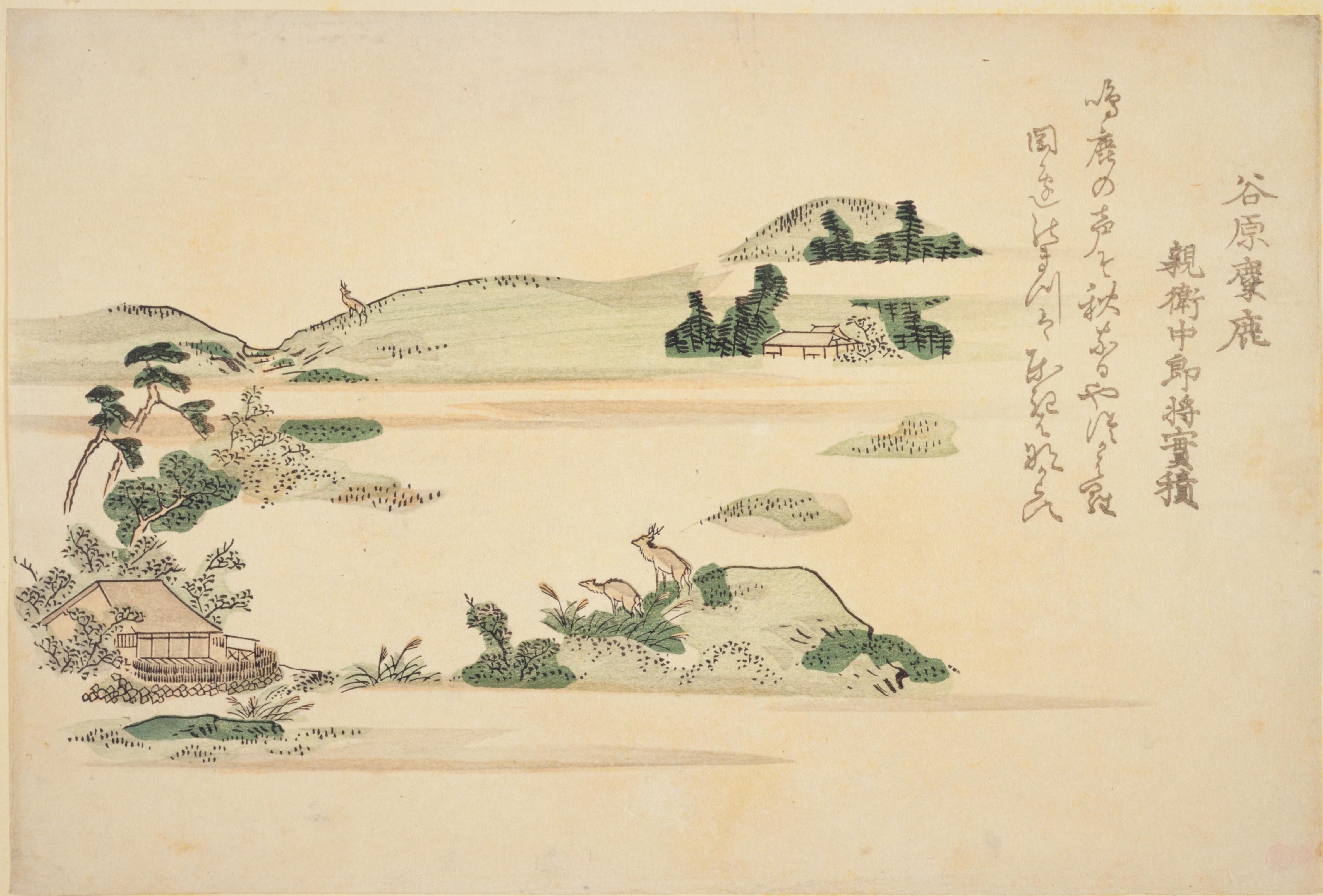
『厳島八景之図 谷原麋鹿』　19世紀　岳亭一麿画

「厳島神社#描かれた厳島神社」は、厳島神社がどのように描かれてきたかを紐解く内容であって、安芸の宮島（厳島）を対象としていないが、そもそも画題としての厳島神社と安芸の宮島は多分に重複している。絵画作品において、厳島神社関連を外して安芸の宮島を描いたものも無いわけではないが、特筆性の高いものを見出すのは難しい。

### 音楽
『鉄道唱歌』は日本の鉄道沿線の素晴らしさを七五調で詠い込んだ長大な唱歌で、大和田建樹が作詞を手がけたものであるが、その「第2集 山陽九州編」は、山陽本線がまだ全通していない1900年（明治33年）9月3日に刊行された。歴史的意義の大きい場所には1節でなく幾つかの節を割り振る傾向のあった大和田のこと、厳島を詠うのには4節も使っている。
19番の「己斐の松原」は現在の広島市西区旧己斐町地区（当時の佐伯郡己斐村）の己斐橋東詰から別れの茶屋の街道沿いにかけての地域にあった松原で、しかしその松は1967年（昭和42年）頃に全て伐採されてしまった。「五日市」は現在の広島市佐伯区旧五日市町地区（当時の佐伯郡五日市村）。「宮島駅」は山陽本線の駅で、当時の山陽鉄道宮島駅、のちの日本国有鉄道（国鉄）宮島駅、現在の西日本旅客鉄道（JR西日本）宮島口駅。20番の「市杵島姫のまします宮どころ」は、女神・市杵島姫（いちきしまひめ）のいらっしゃる宮所/宮処（意：神の鎮座する所）、すなわち、厳島神社もしくは宮島（厳島）を指す。22番は、天文24年10月1日（1555年10月16日）に起きた厳島の戦いについて歌っている。

### 映画
- 弥次喜多　前篇　善光寺詣りの巻（1921年） - 宮島を舞台にした場面に、厳島神社・五重塔・鹿・その他のものが登場。
- 地獄門（1953年） - 厳島神社が登場。
- 太陽、海を染めるとき（1961年） - 宮島ロープウエーなどが登場。
- フランケンシュタイン対地底怪獣（1965年）
- 夜霧の慕情（1966年）
- トラック野郎・爆走一番星（1975年）

## 出身人物・ゆかりのある人物
- 豊嶋弥左衛門 - 能楽師
- 吉田豊作 - 俳優
- 石原光子 - 衆議院議員石原慎太郎の母
- 向井久子 - バレーボール選手

## 人口・世帯数
2023年11月1日時点の宮島町の人口は1417人、世帯数は785世帯。